# ベガルタ仙台
ベガルタ仙台（ベガルタせんだい、英: Vegalta Sendai）は、日本の仙台市を中心とする宮城県全県をホームタウンとする、日本プロサッカーリーグ（Jリーグ）に加盟するプロサッカークラブ。

## 概要
1988年創部の東北電力サッカー部が前身であり、1999年にJリーグへ加盟した。ホームタウンは仙台市 を中心とする宮城県全県。ホームスタジアムはユアテックスタジアム仙台、キューアンドエースタジアムみやぎ（詳細は#ホームスタジアムを参照）、練習場は東北学院総合運動場 ベガルタ仙台フィールドおよびアイリストレーニングフィールドである。

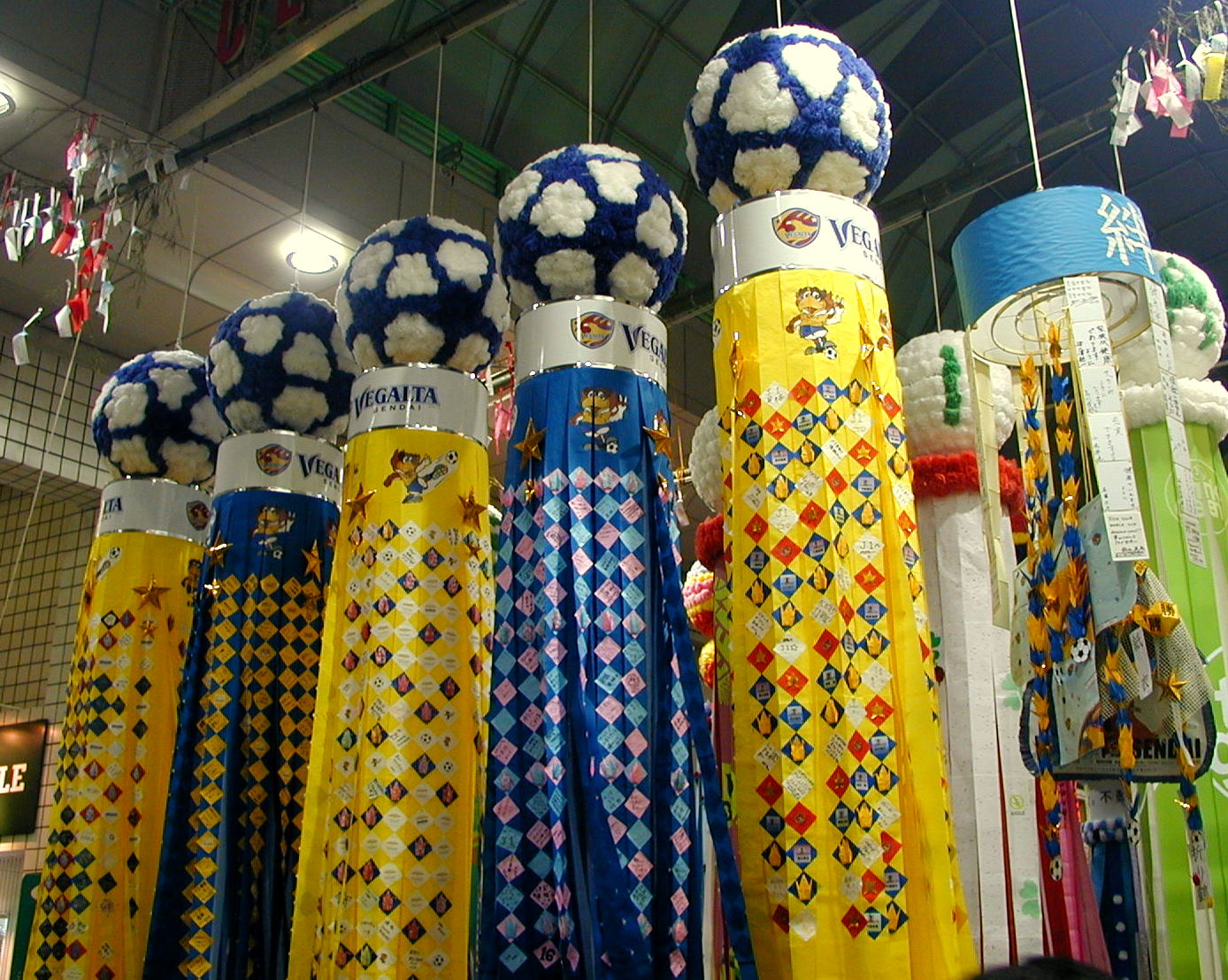
名称の由来となった仙台七夕まつりで飾られているベガルタ仙台応援七夕飾り（2009年8月6日）

チーム名の「ベガルタ」は全国的にも有名な仙台七夕を由来とし、七夕の「織姫」と「彦星」とされる星の名前、「ベガ (Vega)」と「アルタイル (Altair)」を合わせた造語。マスコットは鷲をモチーフとした兄「ベガッ太」と妹「ルターナ」。

## 歴史

### Jリーグ加盟以前
1988年創部の東北電力サッカー部が前身。1994年に東北社会人サッカーリーグ及び全国地域サッカーリーグ決勝大会で優勝。1995年よりジャパンフットボールリーグ（JFL）へ昇格。また、1994年10月に運営法人として「株式会社東北ハンドレッド」（現在の「株式会社ベガルタ仙台」）を設立し、クラブ名を「ブランメル仙台」（後述）に改称した。
1995年にJリーグ準会員となりJリーグ昇格を目指すようになる。1996年以降大型補強するも、昇格出来ずに終わっていた。1999年からのJリーグの2部制開始とともにJ2に参加した。なお、商標権の関係から、翌1999年1月よりクラブ名称を「ブランメル仙台」から「ベガルタ仙台」に改称した。また、チームカラーもゴールド（「ベガルタゴールド」）へ変更した。メインとなる色は、鮮やかなベガルタ・ゴールド。これは流星の色であると共に、宮城県が日本最初の黄金の産地である事から。次にベガルタ・ブルーは銀河の色を表し、伝統と品位を象徴。最後にベガルタ・レッドは情熱と勝利への意欲を表している。

### 1999年 - 2001年（J2）

#### 1999年
J2リーグ戦は、前期（第2クール）終了時点で最下位となり、前期終了を以って壱岐洋治が総監督を、鈴木武一が監督を共に辞任。後任として清水秀彦が監督に就任。なお、最終順位は9位。ナビスコ杯は、1回戦で広島に敗退。
一校目となるジュニアサッカースクール「泉校」開校。

#### 2000年
チームスローガン：あなたとJ1
1チーム増の11チームで争われたリーグ戦は、開幕から5連敗を喫したがその後巻き返し、最終順位は5位。ナビスコ杯は1回戦でC大阪に敗退。

#### 2001年
チームスローガン：あなたとJ1
FWマルコス、元日本代表MF岩本輝雄等が新加入。J2開始3年目は1チーム増の12チームで争われ、第1クールを8勝1分2敗で終えると、以降の3クールで6勝ずつ勝利を挙げ、勝点80の3位で最終節（第44節）を迎える。
最終節（11月18日）で、京都を破り、前節まで2位の山形が川崎にVゴール負けしたため、リーグ2位が決まり、東北地方のクラブとして初のJ1昇格が決定した。

この試合は鼻骨骨折で4試合欠場していた村田はフェイスガードを付け、怪我で離脱して4試合離脱していた岩本等が戻って満身創痍で臨んだ一戦であった。
ナビスコ杯は1回戦で福岡に敗退。
| 監督 清水秀彦 1高橋範夫 30村田達哉 4小村徳男 6リカルド 18森勇介 14岩本輝雄 8シルビーニョ 27森保一 20福永泰 9マルコス 13山下芳輝 2002年基本フォーメーション |

### 2002年 - 2003年（J1）

#### 2002年
この年のチームスローガンはなし。FW山下芳輝、MFシルビーニョ、MF森保一、DF小村徳男らが加入。
第1ステージは2年連続J1年間王者の鹿島にアウェイで勝利するなど、昇格チーム初となる開幕から5連勝。特に、山下は7試合で5得点を挙げ、J1得点ランキング2位タイの活躍で日本代表候補に選出された。しかし、2002 FIFAワールドカップによるリーグ戦中断明けの第1ステージ残り8試合を1勝7敗となったが序盤の貯金でこのステージは9位で終わると、続く第2ステージではわずか4勝（1分10敗）ながら、15位で終え、年間総合順位は全16チーム中13位となりJ1残留を決めた。

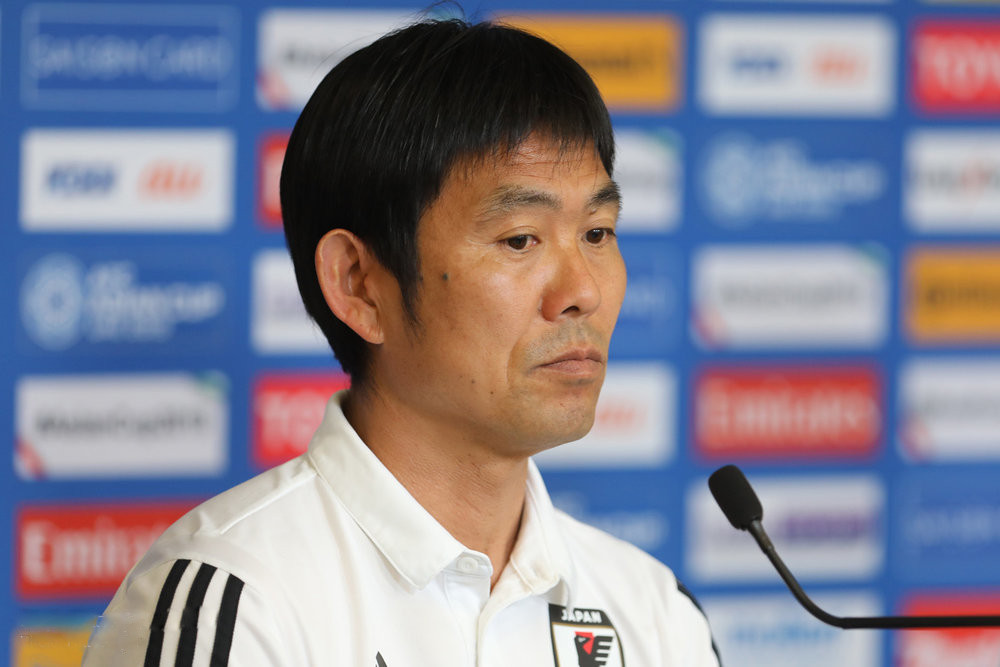
森保一：日本代表監督 (仙台でも主将を歴任)

ナビスコ杯は、グループリーグ3位で敗退。

#### 2003年
チームスローガン：もっと、高く・強く
GK高桑大二朗、FW佐藤寿人、DF根本裕一らが新加入。練習場を「泉サッカー場」に移転。
この年も春先は好調で、開幕から4戦無敗（3勝1分）のロケットスタートを切ったが、その後は負けが込んで、第1ステージは3勝3分9敗の15位。第2ステージは大きく低迷し、9月16日に清水監督からスロベニア出身のズデンコ・ベルデニック監督にスイッチしたが、9月27日（第2ステージ・第8節）の浦和戦（宮城）で19試合連続未勝利を喫した（当時のJリーグ記録）。最終決戦（11月29日）の大分戦に引分け、年間総合15位（全16チーム中）となり、J2降格が決定した。
サンパウロ(ブラジル)と友好関係を締結。
ナビスコ杯はグループリーグ3位で敗退。
シーズン終了をもってジャパンヘルスサミットがスポンサーから撤退。ユニフォームから「カニトップ」の名が消える。

### 2004年 - 2009年（J2）

#### 2004年
チームスローガン：Be Creative & Run 考えよ、疾走せよ
ベルデニック体制2年目。阪南大から梁勇基が加入し1年でのJ1復帰を目標に掲げたが、開幕から3連敗。4戦目でようやく初勝利を挙げ、その後はチームを修正しつつ、若手選手の台頭で盛り返し、J1昇格争いに絡んだ。しかし、第4クールで再び失速し、早い段階で昇格争いから脱落。結局、全12チーム中6位に終わった。シーズン終了後、ベルデニックが監督を解任、FW佐藤寿人が広島へ移籍した。
オフィシャルショップ「オーレ·ベガルタ」が開店。
「アイリスオーヤマ」とユニフォーム（胸部分）スポンサー契約を締結（2000年に背中部分のスポンサーとして契約し、前年まで背番号上部にロゴを入れていたが、「ジャパンヘルスサミット」のスポンサー撤退に伴い、胸部分のスポンサーに"昇格"する形となった）。現在に至るまで胸スポンサーとして活動している。また、「アイリスオーヤマ」に替わる背中部分の新スポンサーとして大手出版社「廣済堂」と契約（同社で発行する求人情報誌「Workin」のロゴが入った）。

#### 2005年
チームスローガン：熱く 楽しく そしてひとつに
2月にクラブ10周年記念イベント開催。8月に公式オンラインショップ（グッズショップ）開設。
元日本代表の都並敏史が監督に就任。一時は全12チーム中11位にまで後退したが、第2クール以降は持ち直し、第4クールでは8戦負けなし（6勝2分）と調子を上げ、一時は入れ替え戦出場となる3位にまで浮上したが、最終節（12月3日）で福岡に引き分けたことで、甲府に勝ち点で追い抜かれ、4位。入れ替え戦出場を逃した。
シーズン終了後、GMの田中孝司、監督の都並がそれぞれ退任。また、財前宣之ら7選手が退団した（ゲームメーカーのシルビーニョも新潟へ移籍した）。

#### 2006年
チームスローガン：勝利or勝利 〜絆を力に変えて〜
ブラジル人のジョエル・サンタナが監督に就任。この年、仙台スタジアムが命名権導入に伴い、「ユアテックスタジアム仙台（略称:ユアスタ）」に改称。

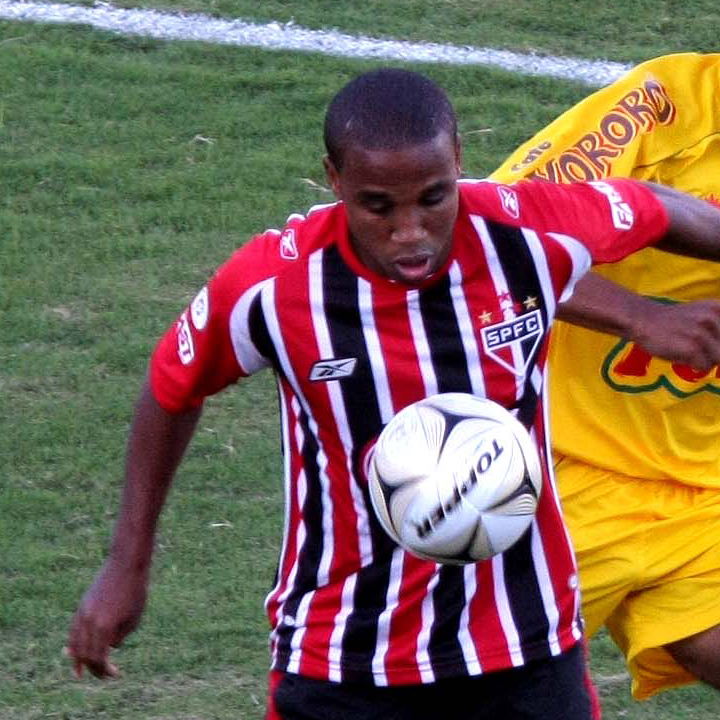
史上2人目のJ2得点王に輝いたボルジェス

序盤は4バック3ボランチの日本人8人で守って、新加入のブラジル人トリオ（ロペス、チアゴ・ネーヴィス、ボルジェス）の3人でカウンター、という戦術が当たり、第1クール終了時は自動昇格圏の2位、第2クールも入れ替え戦出場圏内となる3位でリーグ戦前半を折り返す。
ところが、DF白井博幸がケガで長期離脱したころからそれまでの戦術が機能しなくなる。リーグ戦後半となる第3クールでは3位との勝ち点差7の4位に後退。続く最終・第4クールでも浮上のきっかけを掴めず、昇格争いから脱落。5位に終わった。ただし、この年のJ2得点王にはボルジェスが選ばれた（しかし、シーズンオフにサンパウロFCへ期限付き移籍→完全移籍）。
シーズン終了後、サンタナが退任。また、GK高桑、ベテランFW大柴克友など4選手が契約期間満了により退団。また、期限付き移籍でプレーしていたチアゴ・ネーヴィスは移籍期間を延長せず。その一方で、MFロペスは期限付き移籍期間を延長した。
この他、ユニフォーム（背中部分）のスポンサーだった廣済堂が同年シーズン終了を以って撤退。

#### 2007年
チームスローガン：新仙走破 〜そして進化。〜
前年ヘッドコーチを務めた望月達也が監督に昇格。望月はヘッドコーチの傍ら、サテライトチームの監督を務めた。また、サンタナが体調不良で欠場した際、前年10月7日の愛媛FC戦においてトップチームの監督代行を務め、勝利を収めていた。
山形からMF永井篤志、鳥栖からGKシュナイダー潤之介等を獲得。第1クールは開幕から11戦無敗（6勝5分）、第2クールは3位でリーグ戦前半を折り返す。第3クールに入って正GK・シュナイダーの右手骨折（全治3ヶ月）および失点が増えたことなどから、6月に札幌から林卓人を、7月に元新潟のMFファビーニョを、8月には柏からDF岡山一成を、いずれも期限付き移籍で獲得。
第3クール終盤で戦術を若干修正。攻撃の手駒を減らし、SBの攻撃参加を限定的にすることでカウンターへの対処と守備の安定化を図った。これが功を奏し、第3クール終盤以降は失点が減少。第4クール序盤から中盤では昇格を争うライバルチームとの直接対決に勝利したが、第50節の湘南戦と第51節の京都戦に連敗し、入れ替え戦出場を逃した。最終順位は4位。
GK小針清允、DF白井博幸等7選手がシーズン終了をもって退団。また、ブラジル人3選手全員（ジョニウソン、ロペス、ファビーニョ）もチームを退団。さらに、チーム最多得点を挙げたFW萬代宏樹も磐田へ完全移籍。望月も監督を退任した（「クラブスタッフ」としてフロント入り）。
新選手寮「ヴィステーラ泉」完成。
なお、廣済堂に代わるユニフォーム（背中部分）の新スポンサーが決まらず、開幕からしばらくの間は“空白”のままであったが、8月に「NECトーキン」とスポンサー契約を締結。9月から同社のロゴが背番号上部に入れられた。

#### 2008年
チームスローガン：感動一体 絆は次なるステージへ
前年、ヘッドコーチを務めた手倉森誠が監督に就任。また、手倉森誠の双子の弟・浩がヘッドコーチに就任。
明治大学からGK関憲太郎、筑波大学からMF三澤純一が新加入。神戸から元日本代表FW平瀬智行、柏からMF佐藤由紀彦、鹿島からFW田中康平、川崎からMF飛弾暁をそれぞれ完全移籍、東京VからDF一柳夢吾、大分から宮沢正史、川崎から西山貴永をそれぞれ期限付き移籍で獲得。期限付き移籍していたFW中島裕希とDF岡山一成がいずれも完全移籍に移行。GK林卓人も移籍期間を延長し、チームに留まった。
宮崎県延岡市でのキャンプ中の2月6日に、一柳、金子慎二、細川淳矢、富田晋伍の4選手が、酒に酔って一般人の車を傷つけるという不祥事を起こした。騒ぎを聞きつけた手倉森監督が駆け付け、その場で示談が成立したため被害届は出されなかったが、4選手には3か月の減俸が課せられた。
第1クール終了時で7勝5分け2敗の3位。第2クール以降は決定力不足が目立つようになり、韓国Kリーグで外国人初の年間MVPを獲得した経験を持つブラジル人FWナジソンを完全移籍で、京都からMF斉藤大介を期限付き移籍で獲得。
第3クールは、9年ぶりとなるみちのくダービーシーズン負け越しや、これまで無敗であった水戸に初黒星するなどするが、その後は第2クールまでいずれも1分1敗と苦しめられた愛媛、C大阪に連勝。
11月30日に鳥栖に敗れ、自動昇格（=2位以内）が消滅したが、最終節で草津に勝利し、シーズン3位を確保して、入れ替え戦へ出場。入れ替え戦でJ1第16位の磐田と対戦したが、1分1敗に終わり、J1復帰はならなかった。
この試合はサッカーダイジェストの「識者7人の記憶 忘れられない一戦」に清水英斗より選ばれた。
手倉森は翌年も引き続き指揮を執ることになった。シーズン終了後、岡山、GKシュナイダーらが退団。ナジソン、宮沢他4人、「クラブスタッフ」としてフロント入りしていた前監督の望月もチームを去った。
運営会社の「株式会社東北ハンドレッド」が6月1日付で「株式会社ベガルタ仙台」へ商号を変更。シーズン終了後、NECトーキンがスポンサーから撤退した。
| 監督 手倉森誠 16林卓人 27朴柱成 3渡辺広大 6エリゼウ 25菅井直樹 11関口訓充 7千葉直樹 17富田晋伍 10梁勇基 14平瀬智行 13中島裕希 2009年基本フォーメーション |

#### 2009年
チームスローガン：闘志躍動 思いを胸に…
手倉森体制2年目。スローガンとは別に「完全昇格」を目標に掲げた。MF梁勇基、関口訓充、DF菅井直樹が残留。札幌から期限付き移籍中のGK林卓人も移籍期間を再延長して残留。前年まで期限付き移籍であったDF一柳夢吾、MF斉藤大介、西山貴永は完全移籍した。また、山形からGK桜井繁、横浜FCからDFエリゼウ、神戸からMF曽我部慶太、韓国の水原三星から元同国代表DF朴柱成をそれぞれ完全移籍で、ブラジルのポンチ・プレッタからマルセロ・ソアレスを期限付き移籍で獲得。
リーグ戦は第2クール終了時点で20勝6分8敗（勝ち点66）の2位。最終・第3クールは第39節（9月13日）で福岡に敗れた以外は無敗をキープ。11月8日（第48節）に水戸に勝利してJ1昇格条件の3位以内が確定。
続く第49節（11月22日）では首位C大阪との直接対決に勝利し、入れ替わりで首位に浮上。第51節（12月5日）は愛媛と引き分けたものの、2位のC大阪が鳥栖に敗れたため、J2初優勝を果たした（最終戦績は32勝10分9敗の勝ち点106。2004年に川崎が記録した「105」を上回り、J2歴代最多勝ち点を記録。
守備が非常に安定し、総失点はリーグ最少の39、1試合あたりの平均失点は0.76点。3失点以上を喫した試合は1度もなかった。また前年に引き続きファウルの少なさも目立った。反則ポイントはフェアプレー賞の選考基準51ポイント以下に対して僅か17ポイントで、2位の湘南（86ポイント）を大きく引き離し、2年連続のJ2フェアプレー賞を獲得すると共に、チェアマン特別賞も受賞した。
天皇杯ではチーム初のベスト4へ進出（準決勝でG大阪に敗戦）。
このシーズンはユアスタが芝の全面張替え工事のため6月まで使用できず、その間のホームゲーム（11試合）を宮城スタジアム（それとは別に福島県営あづま陸上競技場で1試合）で開催。春先に宮スタで2敗を喫したものの、その後は安定した戦いを見せ、通算で19勝5分2敗。ホーム23戦無敗というJ2新記録を打ち立てた。同じく記録したホーム12連勝もJ2新記録。天皇杯も含め、ユアスタで無敗のままシーズンを終えた。
背中部分のスポンサーとして地元・仙台に本社を構える酒類量販店「やまや」、パンツ部分のスポンサーとして 阿部蒲鉾店 とそれぞれ契約した。
シーズン終了後、DF木谷公亮、6月に完全移籍で加入したFWサーレス、FWマルセロ・ソアレスらが退団した。

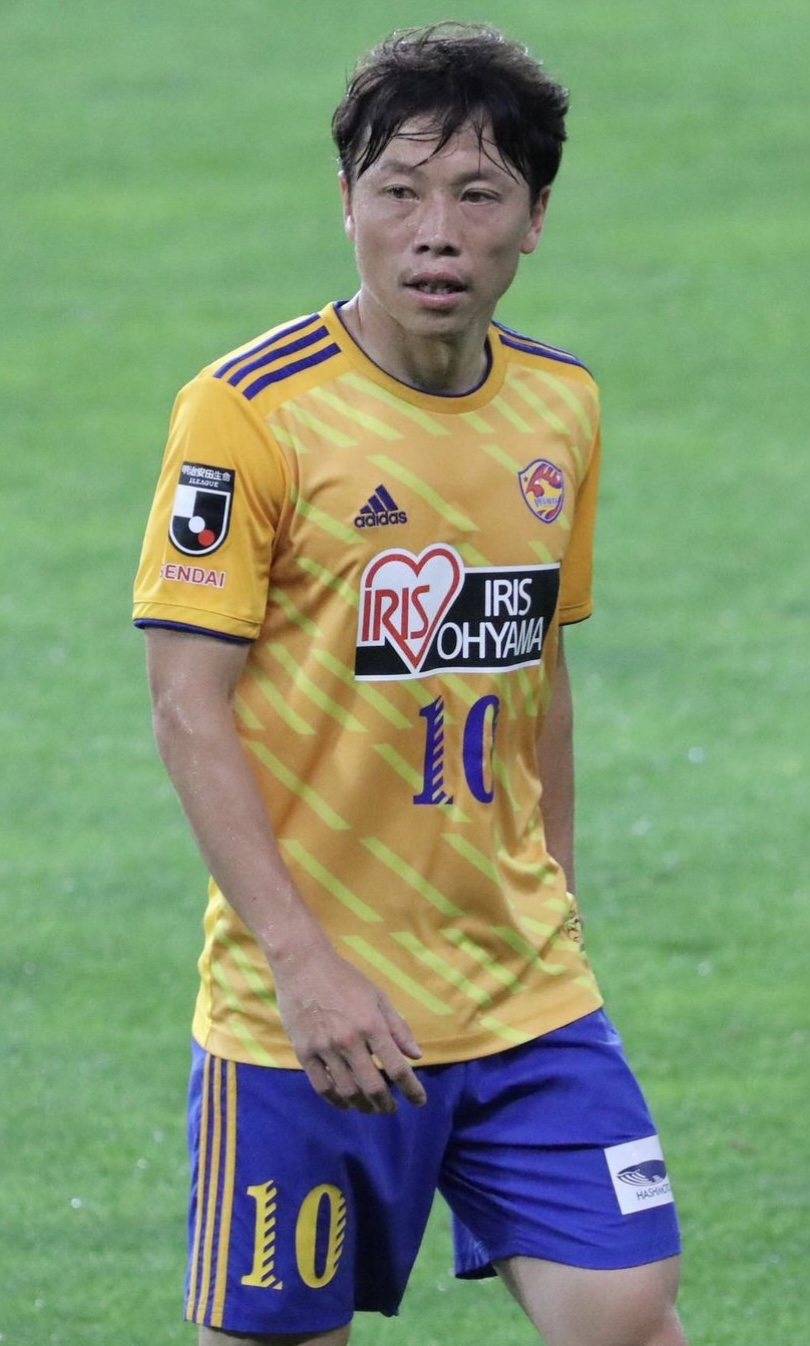
連続試合出場記録を持つ梁勇基

### 2010年 - 2021年（J1）

#### 2010年
チームスローガン：闘志躍動  より高みへの挑戦
手倉森体制3年目。札幌から期限付き移籍中だったGK林卓人が完全移籍に移行。柏からDF鎌田次郎、鳥栖からMF高橋義希、前年7月まで磐田に在籍していた太田吉彰、大分からフェルナンジーニョがそれぞれ完全移籍、ブラジル・クルゼイロからはFWレイナルドが期限付き移籍で新加入した。
リーグ戦は開幕2連勝を皮切りに、第5節ではJ1リーグ3連覇中の鹿島を降すなど好調なスタートを切った。しかし、続く第6節で清水に1-5の大敗を喫すると、第7節ではホーム・ユアスタで神戸に0-1で敗戦（この敗戦でJ2時代から続いていたリーグ戦におけるホーム不敗記録が25でストップ）。その後攻撃陣に怪我人が続出した影響もあり、鹿島戦以降未勝利のまま2010 FIFAワールドカップ開催に伴うリーグ戦中断期間を迎える。
W杯中断期間中、FWレイナルドが退団した一方で、Kリーグ・大田シチズンよりFW朴成鎬を期限付き移籍で獲得。また、リーグ戦再開後の8月にFC東京からFW赤嶺真吾を期限付き移籍で獲得。その後、第20節（8月22日・対大宮）でリーグ戦15試合ぶりの勝利を挙げると、第30節までの11試合を7勝1分3敗で乗り切り、最後は最終節でJ1残留を決めた。シーズン通算成績は10勝9分15敗（勝点39）の14位。
ナビスコ杯は、グループリーグA組を3勝3分けの2位で通過。初の決勝トーナメント（準々決勝）進出を果たした。準々決勝では磐田と対戦したが、1分1敗で敗退。天皇杯は初戦（2回戦）でソニー仙台FCに敗退。
代表関連では5月10日、MF梁勇基の南アフリカW杯・北朝鮮代表候補へ選出された。しかし、最終登録メンバーには選出されず、仙台所属選手として初のW杯出場は果たせなかった。9月30日にはMF関口訓充の日本代表メンバー選出が発表される。仙台所属選手の日本代表入りは2003年の山下芳輝以来3人目であるが、仙台でプロキャリアをスタートさせた生え抜き選手としては初の代表入りとなった。関口は10月8日のアルゼンチン戦で代表デビューを果たした。
5月15日の浦和戦後、仙台の外国籍選手（選手名は非公表）が浦和サポーターから人種差別的な発言を浴びせられたとして、Jリーグが調査を開始。差別発言をしたとされる人物は確認できなかったが、仙台に200万円、浦和に500万円の制裁金が課せられた。
シーズン終了後、MF千葉直樹とFW平瀬智行が引退。また、GK萩原達郎、DF一柳夢吾、MF三澤純一、永井篤志、FWフェルナンジーニョが契約期間満了、FW朴成鎬は期限付き移籍期間満了、DFエリゼウは徳島へ完全移籍のためそれぞれ退団した。

#### 2011年
チームスローガン：V Shift  杜が変わる、上がる、熱くなる。
手倉森体制4年目。前年引退した平瀬智行がチームの第2代アンバサダーに就任。初代アンバサダーの岩本輝雄は退任。
選手補強は京都から元日本代表FW柳沢敦とDF角田誠、鹿島からFWマルキーニョスをそれぞれ完全移籍、FC東京からMF松下年宏、鹿島からGK川俣慎一郎をともに期限付き移籍、新外国人選手として韓国Kリーグの城南一和からDF曺秉局を完全移籍、ブラジル・イパチンガFCからMFマックスを期限付き移籍でそれぞれ獲得。ソニー仙台へ期限付き移籍していたFW大久保剛志が4シーズンぶりにチームへ復帰し、FC東京から期限付き移籍中だったFW赤嶺真吾を完全移籍で獲得。
1月25日から始まった40日間の春季キャンプを終え、そのまま広島入りして開幕戦を戦い帰仙したチームであるが、ホーム開幕を翌日に控えた3月11日、東北地方太平洋沖地震（東日本大震災）および福島第一原子力発電所事故が発生。これによりリーグ戦、ナビスコ杯が中断。チームも活動を停止。外国籍選手が一時帰国したほか、下部組織選手やMF関口訓充などが避難所生活を強いられることとなった。3月28日、選手達はクラブに再集合した後に足早に石巻市へと向かった。「声も出ない程の光景でした(大久保)」津波で甚大な被害を受けた被災地の光景に選手達は言葉を失った。翌日、練習前のミーティングで手倉森監督は「被災地のチームとして、この地の希望の光になろう」と呼びかけた。同日には震災チャリティマッチ「日本代表vs.Jリーグ選抜（TEAM AS ONE）」に関口とMF梁勇基が出場。チームでは、練習時間外に監督・選手・スタッフでボランティア活動を行うなど、被災地のために動いた。地元でのトレーニングが難しくなり仙台は再びホームタウンを離れて、千葉県市原市と埼玉県さいたま市でキャンプを張り、リーグ再開に備えた。なお、中断期間中の4月9日にマルキーニョスが退団した。
4月23日、中断明けの第7節（2試合目）で川崎Fに逆転勝利を収める。この試合はJクロニクルベストの「ベストマッチ (10試合) 」、J30ベストアウォーズの「ベストマッチ (1試合) 」にも選ばれた。続くホーム開幕戦で浦和を1-0で下し、公式戦での浦和戦初勝利を記録。以後、6月26日のアウェイ清水戦に0-1で敗れるまで、開幕から12試合を6勝6分の無敗（1シーズン制となった2005年以降のJ1記録）でキープした。
その後、京都からディエゴをレンタル移籍で獲得。また、8月20日に名古屋戦に勝利し、公式戦での名古屋戦初勝利を記録。10月2日のC大阪戦での勝利でリーグ戦6試合を残しJ1残留が確定。最終成績は14勝14分6敗（勝点56）で、順位も過去最高の4位となった。なお、失点数は2位の名古屋を11下回る25失点でリーグトップ、先制した試合では無敗であった。
ナビスコ杯は2回戦で前回大会優勝の磐田に1分1敗で敗退。天皇杯は4回戦でC大阪にPK戦の末敗れた。
シーズン終了後、DF細川淳矢が契約満了、GK川俣慎一郎、MFマックス、FWディエゴがレンタル移籍期間満了につき退団、DF曺秉局が磐田へ、FW大久保剛志がJFLのソニー仙台へ完全移籍、MF高橋義希が鳥栖へ、DF島川俊郎が東京Vへ、FW中島裕希が山形へ期限付き移籍した。また、横浜FCへ期限付き移籍している関憲太郎の移籍期間も延長された。
10月14日、株式会社ベガルタ仙台が、休部していた東京電力女子サッカー部マリーゼの受け皿として、新たにベガルタ仙台レディースを発足させた。仙台Lは翌年からの日本女子サッカーリーグ2部（チャレンジリーグ）への参加が決まった。
| 監督 手倉森誠 16林卓人 23田村直也 29上本大海 2鎌田次郎 25菅井直樹 10梁勇基 6角田誠 17富田晋伍 15太田吉彰 18ウイルソン 24赤嶺真吾 2012年基本フォーメーション |

#### 2012年
チームスローガン：V Shift  杜が進む、越える、輝く☆
手倉森体制5年目。甲府から内山俊彦、C大阪から上本大海、中国スーパーリーグ・陝西宝栄からFWウイルソン、ブラジル・パルメイラスからMFサッコーニを獲得。FC東京から期限付き移籍中だったMF松下年宏が完全移籍へ移行した。新人選手では盛岡商業高校からMF藤村慶太、仙台大学からMF奥埜博亮が加入。仙台ユースからMF越後雄太が昇格した。開幕直後には前年途中に横浜FMを退団していたGK阿部陽輔が加入した。
開幕から9試合負けなし（7勝2分）で早い段階から首位をキープし、第2節から第17節終了時まで首位をキープした。中盤まではウイルソンの加入で向上した攻撃力と昨年から引き継ぐ堅守のバランスも良く、広島と優勝争いを繰り広げたが、第18節で名古屋に引き分けたことで、同節勝利した広島に首位を明け渡し、後半戦は第20節、第24節各終了時にこそ首位に立ったもののいずれも直後の試合で敗れ再び首位に立った広島を追う展開となる。自慢の堅守が崩壊し、リードを奪いながらも終盤に失点し、勝ちきれない試合も増えるようになった。第29節終了時には、一旦首位の広島に勝ち点で並び得失点差で2位という状況まで追いすがったものの、その後最終5試合で3分2敗と1勝も出来ず優勝争いから脱落、第33節終了時に広島の優勝決定を許す形となった。それでも11月17日の第32節で3位以上が確定し、クラブ史上初のACL出場権を獲得した。最終成績は15勝12分7敗（勝点57）の2位となり、1度も3位以下に落ちることなくシーズンを終えた。総得点は59とリーグ3位であったが、総失点は43と昨年と比較して大幅に悪化した。Jリーグアウォーズでは、優勝の広島と並ぶ8名が優秀選手賞に選ばれ、その中からウイルソンがクラブ初のベストイレブンを獲得した。
ナビスコ杯はグループリーグA組を4勝2敗の2位で通過したが、準々決勝でFC東京に1分1敗で敗退。天皇杯は3回戦で熊本に延長戦の末敗れた。
シーズン終了後、DF朴柱成、DF内山俊彦、MFサッコーニが契約満了に伴い退団。この他、MF関口訓充が浦和、GK阿部陽輔が金沢へ完全移籍。DF原田圭輔が栃木SCへ期限付き移籍した。また、山形に期限付き移籍中だったFW中島裕希、鳥栖に期限付き移籍中だったMF高橋義希もそれぞれ完全移籍に移行となった。

#### 2013年
チームスローガン： Vision  継がれる力は、新しいステージへ 
手倉森体制6年目。草津（途中C大阪にレンタル移籍）からMFヘベルチ、東京VからDF和田拓也、新潟からDF石川直樹、G大阪からMF佐々木勇人を完全移籍で、スポルチ・レシフェからMFジオゴをレンタル移籍で獲得。昨年途中に特別指定選手として登録された仙台大学のDF蜂須賀孝治が加入。また、東京V（のちに秋田）に期限付き移籍していたDF島川俊郎、横浜FCに期限付き移籍していたGK関憲太郎がそれぞれ復帰。シーズン開幕後、GK石川慧がS仙台、DF島川俊郎が秋田、MF奥埜博亮が長崎へそれぞれ期限付き移籍。DF和田拓也が大宮へ完全移籍。広島からDF石川大徳が期限付き移籍で加入した。
リーグ戦は、ACL出場に伴う過密日程や怪我人の続出、得点力不足などもあり2011年・2012年ほどの目覚ましい成績は残せず、J1残留決定後の終盤は1分け4敗（ラスト3戦で、シーズン唯一の連敗となる3連敗）と息切れし、通算成績は11勝12分け11敗の13位に終わった。なおJ1在籍シーズンでは初となるフェアプレー賞を受賞した。
初出場となったACLは1勝3分2敗でグループリーグ敗退。ナビスコ杯はACL出場により予選リーグ免除となり準々決勝からの出場となったが、その準々決勝で川崎に2敗し敗退となった。天皇杯は2009年（ベスト4）以来となるベスト8入り（準々決勝でFC東京に延長戦の末、敗戦）。
10月10日、手倉森監督が2014年より2016年 リオデジャネイロ五輪出場を目指すU-21（21歳以下）男子日本代表監督に就任することが決定したため、2013年シーズン終了をもって退任することを発表。シーズン終了後、MFヘベルチが契約満了、MFジオゴがレンタル移籍期間満了に伴いそれぞれ退団。GK林卓人が広島、MF松下年宏が横浜FC、MF田村直也が東京V、MF越後雄太が盛岡へそれぞれ完全移籍。秋田へ期限付き移籍のDF島川俊郎が完全移籍へ移行。DF原田圭輔が町田へ、GK石川慧が秋田へ期限付き移籍、長崎へ期限付き移籍したMF奥埜博亮は移籍期間を延長した。

#### 2014年
チームスローガン： Challenge  誇りを胸に、歴史を刻む （アーノルド監督時代）→  ReVital  あふれる力を呼び覚ませ （渡邉監督時代）
新監督にオーストラリア出身のグラハム・アーノルドが就任。昨年途中に特別指定選手として登録された阪南大学のDF二見宏志、中央大学（東北学院中・高卒）からGKシュミット・ダニエル、駒澤大学からFW山本大貴が加入。G大阪からMF武井択也、大宮からMF鈴木規郎をそれぞれ完全移籍、セントラルコーストからMFマグリンチィ、清水からMF八反田康平をそれぞれ期限付き移籍で獲得。広島から期限付き移籍中のDF石川大徳は移籍期間を延長して残留した。
シーズン開幕後、パースからGKヴコヴィッチを期限付き移籍で獲得。しかし、約3ヵ月で契約を解除しパースに復帰。MFマグリンチィもシーズン途中で契約を解除した。また、GKシュミット・ダニエルが4月20日から1ヶ月間、熊本へ育成型期限付き移籍。FW山本大貴も松本へ育成型期限付き移籍した。W杯開催に伴う中断期間中に、ルーツィクからMFハモン・ロペスを完全移籍で獲得。さらに前半戦折り返し後、大宮からDF村上和弘（8年ぶりに仙台に復帰）を期限付き移籍で、鹿島からMF野沢拓也を完全移籍で獲得した。
チームは開幕からナビスコ杯を含めた公式戦8戦未勝利と不振に陥り、4月9日、アーノルド監督が退任。リーグ戦の成績は、0勝2分4敗（勝点2）得失点差-11の17位だった。後任監督にヘッドコーチの渡邉晋が就任。第14節を終えて5勝3分6敗(勝ち点18)得失点差⁻9の暫定11位まで順位を押し上げ、リーグ戦4連勝で（W杯ブラジル大会開催による）リーグ戦中断期間を迎えた。中断明け後の夏場に5連敗を喫するなどの苦戦を強いられるも、辛くもJ1残留圏に踏みとどまり、第33節・徳島戦勝利でJ1残留を決めた。最終成績は9勝11分14敗の勝ち点38で14位。なお、渡邉監督就任後のリーグ戦成績は、9勝9分10敗（勝点36）得失点差-4。
ナビスコ杯は予選リーグ・1勝1分4敗で敗退。天皇杯は初戦（2回戦）で関西リーグ所属・奈良クラブ（奈良県代表）に敗れ、敗退した。
シーズン終了後、FW柳沢敦と、町田に期限付き移籍していたDF原田圭輔がそれぞれ引退。DF鈴木規郎が契約満了により、MF八反田康平とDF石川大徳がレンタル移籍期間満了によりそれぞれ退団。FW武藤雄樹が浦和、DF角田誠が川崎、DF渡辺広大が山形、FW赤嶺真吾がG大阪、MF太田吉彰が磐田、FW中原貴之が福岡、GK桜井繁が栃木SC、MF佐々木勇人が京都へそれぞれ完全移籍。また、佐藤洋平GKコーチがU-15日本代表GKコーチ就任のため退任した。
8月、クラブ創立20周年記念試合「ベガルタ仙台OB×ユベントスOB」を開催。

#### 2015年
チームスローガン： 挽回  SENDAI 2015
渡邉体制2年目。昨年途中より特別指定選手として登録されていたユースのMF茂木駿佑が昇格。富山第一高からFW西村拓真、韓国・光云大からMFキム・ミンテがそれぞれ加入。長崎からMF奥埜博亮、秋田からGK石川慧、松本からFW山本大貴がそれぞれ期限付き移籍から復帰。昨年途中より加入したDF村上和弘が完全移籍へ移行。松本からDF多々良敦斗、横浜FMからGK六反勇治、磐田からFW金園英学、神戸からMF杉浦恭平、柏からDF渡部博文、大宮からMF金久保順、ブラジル・カンブリウFCからDFフェリペをそれぞれ完全移籍で獲得。フェリペは獲得と同時に栃木SCへ期限付き移籍となった。
シーズン途中の6月にGKシュミット・ダニエルが熊本へ、7月にMF茂木駿佑が金沢へ、それぞれ期限付き移籍。
このシーズンよりJ1リーグ戦は2ステージ制での開催。第1ステージは開幕5試合を2勝3分と好調なスタートを切ったものの、その後5連敗。さらにFWウイルソンらが怪我で離脱する状況にも直面したが、6勝5分6敗（勝点23）・得失点差+7の7位。続く第2ステージは3連敗を3度喫するなど苦戦を強いられ、3勝3分11敗（勝点12）・得失点差-11の16位に終わるも第1ステージの貯金が効く形となり、年間総合14位。J1残留を果たした（第15節のホーム・G大阪戦前 に確定）。
「J1リーグ 5月度 月間ベストゴール」に梁勇基のゴールが選出された。
ナビスコ杯はグループリーグ1勝2分3敗（勝点5）の最下位で敗退。天皇杯は2年ぶりのベスト8進出を果たした（準々決勝で柏にPK戦の末、敗退）。シーズン終了後、村上が現役を引退。上本大海が長崎、山本と武井択也が松本、鎌田次郎が柏、多々良が千葉へそれぞれ完全移籍、熊本へ期限付き移籍していたシュミットは松本へ期限付き移籍した。

#### 2016年
チームスローガン： Build Up 興  興せ思いを。走らせろ己を。繋げ力を。
渡邉体制3年目。ユースから小島雅也と佐々木匠が昇格。青森山田高から常田克人、市立船橋高から椎橋慧也、明治大から差波優人が新加入。他クラブからは千葉から大岩一貴と水野晃樹を完全移籍、清水から平岡康裕、FC東京から三田啓貴を期限付き移籍で獲得。金沢へ期限付き移籍していた茂木駿佑が復帰。
2ndステージ開幕後の7月、DF二見宏志が清水へ完全移籍。また、同月にブラジルのアトレチコ・ミネイロから、パブロ・ジオゴを期限付き移籍で獲得した。
J1リーグ戦・第1ステージは序盤に4連敗を喫するなど苦戦を強いられ、第10節終了時点で降格圏となる17位にまで沈んだものの、その後は4連勝するなどの巻き返しを見せ、通算7勝2分8敗（勝ち点23）・得失点差-5の10位。第2ステージも第1ステージ同様に調子の波が大きい戦いぶりが続くが、第14節の鳥栖戦に勝利してJ1残留が確定。同ステージは通算6勝2分9敗（勝ち点20）・得失点差-4の12位で、年間成績は13勝4分17敗（勝ち点43）・得失点差-9の12位。
ナビスコ杯 は最初の4試合を無敗（2勝2分）、首位を走ったものの、残りの2試合を連敗。この連敗が響き、結局、7チーム中5位（勝ち点は3位タイだが、得失点差で2チームを下回った）でグループステージ敗退となった。天皇杯はJ3の盛岡に敗れ、初戦（2回戦）敗退。
なお、2ndステージ第14節・鳥栖戦で、ハモン・ロペスがハットトリックを達成、J1のリーグ戦ではクラブ史上初となった。
シーズン終了後、水野が鳥栖、ウイルソンが甲府、渡部博文が神戸、キム・ミンテと金園英学が札幌、杉浦恭平が金沢、六反勇治が清水、ハモン・ロペスが柏へそれぞれ完全移籍した。

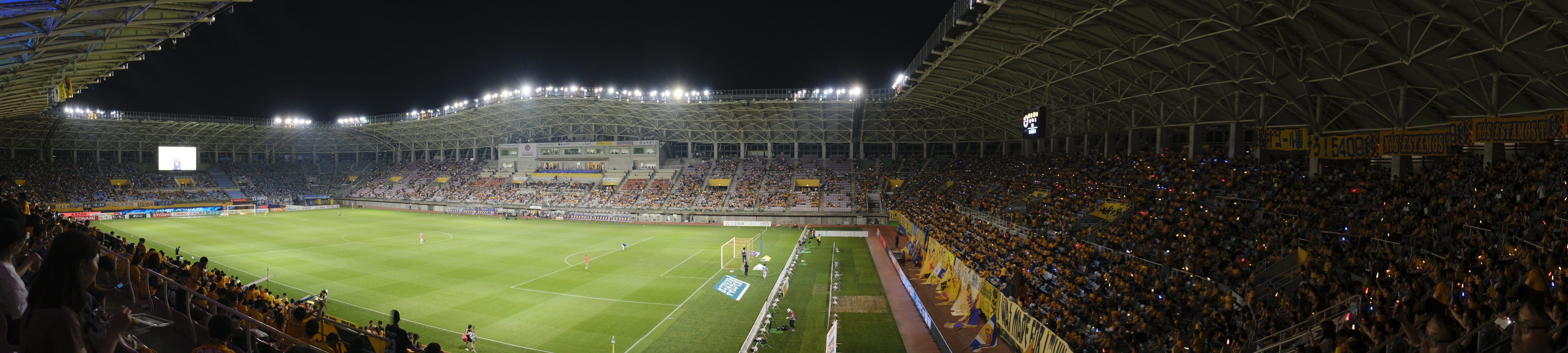
Jリーグベストピッチ賞

#### 2017年
チームスローガン： Be STRONG  興せ、未来を
渡邉体制4年目。法政大から永戸勝也が新加入。FC東京から平山相太が完全移籍、柏から増嶋竜也、浦和から石原直樹、川崎から中野嘉大、SCブラガからクリスランがそれぞれ期限付き移籍加入。松本へ期限付き移籍していたシュミット・ダニエルが復帰。また、前年に期限付き移籍で仙台へ加入した三田啓貴と平岡康裕がともに完全移籍に移行。
シーズン開幕直後の3月に中東高校のイ・ユノを獲得、リーグ戦中断期間の7月には名古屋から古林将太が期限付き移籍で加入した一方、石川直樹が札幌へ完全移籍した。
3シーズンぶりに1ステージ制に戻ったJ1リーグ戦は第3節の神戸戦で、東日本大震災の発生後初めて3月11日に試合が開催された。また、翌週の同月18日に行われた第4節柏戦でJ1通算100勝を達成。シーズン通して好不調の波が大きかったが、最終成績は11勝8分15敗の勝ち点41で12位。

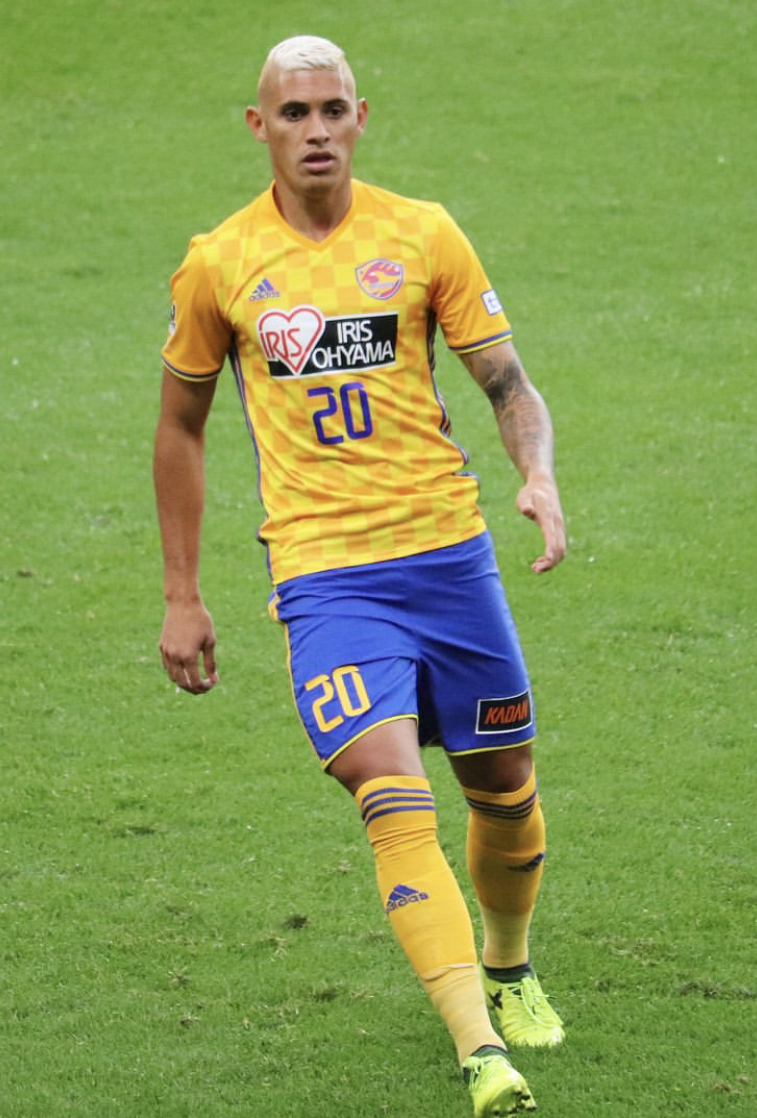
ルヴァン杯得点王のクリスラン(ホーム新潟戦で5月度ベストゴール受賞)

ルヴァン杯（旧・ナビスコ杯）は、グループステージ第1節のFC東京戦で0-6の大敗を喫するも、その後4勝1分けと立て直し、A組1位（勝ち点13・得失点差0）でノックアウトステージに進出。ノックアウトステージ・準々決勝では鹿島と対戦し、1勝1敗も2戦合計スコアで上回り、チーム初のベスト4進出を果たす。準決勝では川崎と対戦。ホームでの第1戦を3-2で勝利するも、続くアウェイでの第2戦を1-3で落とし、2戦合計4-5で敗退。決勝進出はならなかった。なお、西村拓真が同大会のニューヒーロー賞を獲得した。
天皇杯は2回戦で筑波大学に2-3で敗れ、前年に続き初戦敗退となった。
シーズン終了後、石川慧が栃木、三田が神戸へそれぞれ完全移籍。この他、増嶋とクリスランが期限付き移籍期間満了、ヴィニシウスと野沢拓也がともに契約満了となり退団。また、小島雅也が町田、藤村慶太が金沢へそれぞれ期限付き移籍。盛岡へ期限付き移籍していた差波優人が富山、徳島へ期限付き移籍していた佐々木匠が讃岐へそれぞれ期限付き移籍。
博報堂DYメディアパートナーズと10年間にわたるビジネス戦略パートナー契約を締結。
| 監督 渡邉晋 1シュミット 13平岡康裕 27大岩一貴 6板倉滉 23中野嘉大 7奥埜博亮 16野津田岳人 40関口訓充 30西村拓真 11石原直樹 19ジャーメイン良 2018年基本フォーメーション |

#### 2018年
チームスローガン： Be STRONG  興せ、「シン」の力を
渡邊体制5年目。流通経済大からジャーメイン良が新加入、G大阪から金正也、新潟から川浪吾郎、岐阜から庄司悦大、韓国・蔚山現代から阿部拓馬がそれぞれ完全移籍で、川崎から板倉滉が期限付き移籍で加入した。また、前年に期限付き移籍で加入した野津田岳人が移籍期間を延長し、中野嘉大、古林将太、石原直樹がそれぞれ完全移籍に移行した。一方で、同シーズンの契約更新が発表されていた平山相太が、キャンプイン後に現役引退を表明し退団、ECヴィトーリアからラファエルソンを期限付き移籍で獲得。4月10日には昨季までC大阪に在籍していた関口訓充が6シーズンぶりにチームに復帰。6月25日にはG大阪から矢島慎也、7月9日には神戸からハーフナー・マイクがともに期限付き移籍でそれぞれ加入、9月11日には前々年まで在籍していたハモン・ロペスが完全移籍で復帰。その一方で6月11日には茂木駿佑が水戸、7月14日には庄司が京都へそれぞれ期限付き移籍。7月24日には金久保順が京都、9月1日には西村拓真がロシアのPFC CSKAモスクワへそれぞれ完全移籍。西村は24節終了時点で日本人トップの11得点を挙げて仙台の攻撃を牽引し、サッカーダイジェストのブレイクランキングで1位の評価を得た。

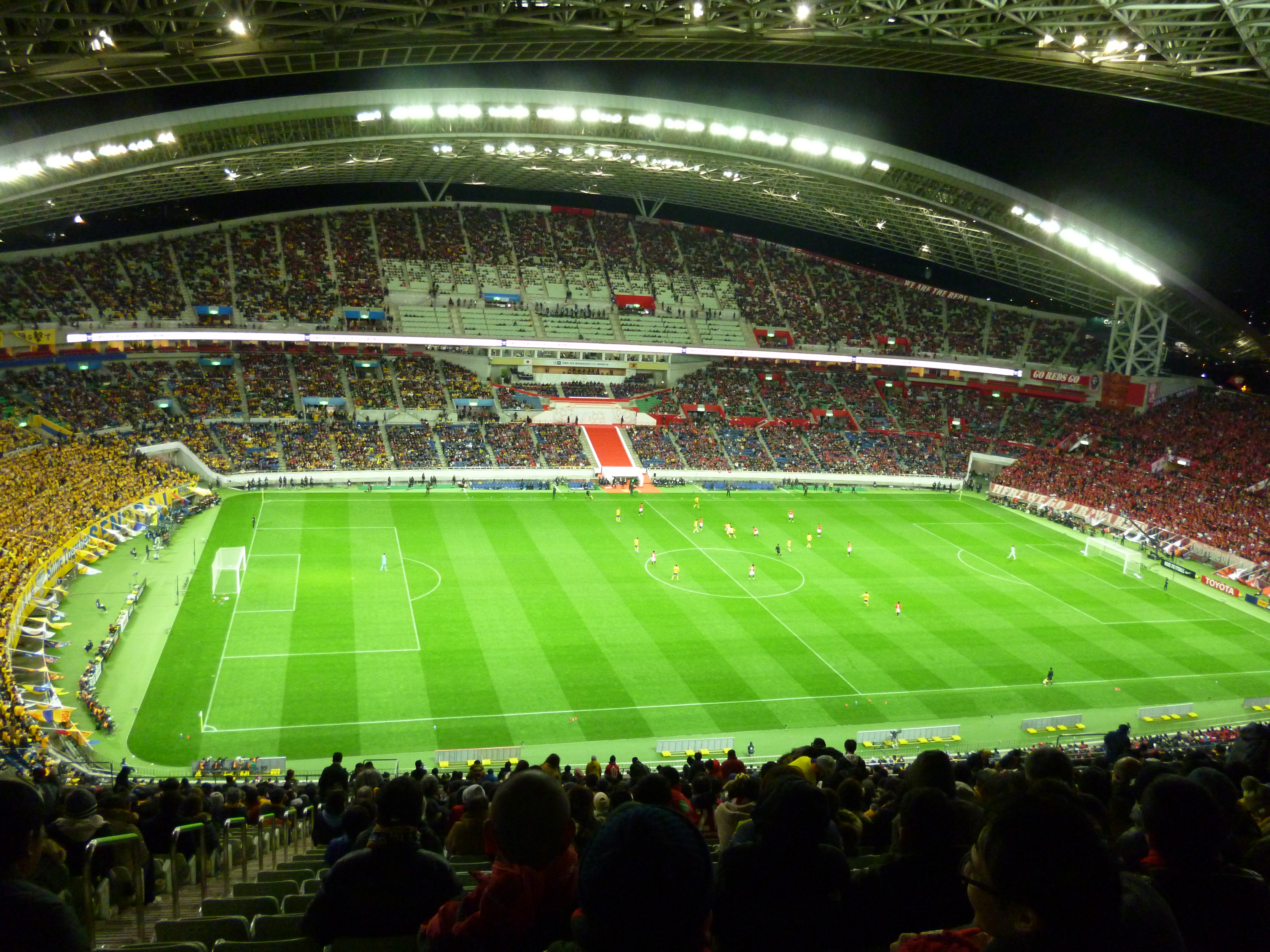
初の天皇杯決勝進出

J1リーグは開幕5試合を無敗（3勝2分）と幸先良いスタートを見せる。その後は勝ったり負けたりの繰り返し。終盤になり失速（第27節からの8試合を1勝1分6敗）するが、それでも最終的には13勝6分15敗（勝ち点45）の11位でJ1残留。ルヴァン杯は、グループステージを3勝2分1敗の勝ち点11・得失点差+4で2年連続の1位通過。プレーオフステージ で湘南と対戦し1勝1敗となるも、2戦合計スコア3-4で敗退（湘南は同大会で優勝を果たす）。天皇杯はクラブ史上初の決勝へ進出（決勝で浦和に0-1で敗れ、準優勝となった）。
シーズン終了後、16年間チームに在籍し続けた菅井直樹が引退。この他、古林が湘南、中野が札幌へそれぞれ完全移籍。期限付き移籍で加入していたハーフナー、野津田、矢島、板倉、ラファエルソンがそれぞれ期間満了で退団。また仙台から他クラブへ期限付き移籍中の庄司、藤村慶太、茂木が完全移籍に移行し正式に退団。富山へ期限付き移籍していた差波優人も契約満了により退団（移籍先の富山も退団）。イ・ユノが福島へ期限付き移籍した。また、町田へ期限付き移籍していた小島雅也が金沢、讃岐へ期限付き移籍していた佐々木匠が山口へそれぞれ育成型期限付き移籍した。板倉は翌年1月、プレミアリーグのマンチェスター・シティに完全移籍。

#### 2019年
チームスローガン： ReVolution
渡邉体制6年目。桐生第一高から田中渉、成立学園高から照山颯人が新加入。この他、長崎から飯尾竜太朗、札幌から兵藤慎剛、神戸から松下佳貴、松本から石原崇兆、甲府から道渕諒平（仙台ユース出身）、G大阪から神戸へ期限付き移籍していた長沢駿、前年までアル・アハリSCでプレーしていたモザンビーク代表のシマオ・マテが完全移籍、横浜FMから吉尾海夏が期限付き移籍でそれぞれ加入。シーズン中の6月28日にはディバ・アル・フジャイラからジオゴ・アコスタ、7月2日にはシロンスク・ヴロツワフからヤクブ・スウォビィク、7月25日には札幌から中原彰吾が完全移籍でそれぞれ加入し、7月18日には日本代表としても活躍するようになったシュミット・ダニエルがシント＝トロイデンVVへ完全移籍。
J1リーグは選手の大幅な入れ替わりもあって第4,5,13節終了時は最下位に沈むが、システムを4バックに、次いで堅守速攻の戦術に変更すると、3バック時に適正ポジションが見つからなかったシマオ・マテがセンターバックに定着し（クラブ7年ぶりの優秀選手賞を受賞）、左サイドバックの永戸勝也がアシストを量産（公式記録とはならないが、リーグ最多の10アシスト）するなどして復調。最終的には12勝5分17敗（勝ち点41）の11位でJ1残留。ルヴァン杯は、グループステージを3勝3分0敗の勝ち点12・得失点差+4で3年連続の1位通過。プレーオフステージで名古屋と対戦し1勝1敗となるも、2戦合計スコア1-2で敗退。天皇杯はラウンド16（4回戦）で手倉森誠監督率いる長崎に敗れた。
シーズン終了後、渡邉監督が退任。選手では16年間在籍し続けた梁勇基が鳥栖、主将の大岩一貴および石原直樹が湘南、永戸勝也が鹿島、阿部拓馬が琉球、金沢へ期限付き移籍していた小島雅也が群馬へそれぞれ完全移籍。横浜FMからの期限付き移籍でプレーしていた吉尾は町田へ期限付き移籍。ジオゴ・アコスタとハモン・ロペスも契約満了により退団した。
ベガッ太の妹、ルターナが開幕戦より初登場。

#### 2020年
チームスローガン： 熱結  LINK to the FUTURE
前年まで山形を指揮していた木山隆之が新監督に就任。選手ではユースから小畑裕馬が昇格。この他、広島から地元・仙台出身の吉野恭平、ボタフォゴSP（ブラジル）からパラ、鳥栖からスペイン出身のイサック・クエンカ、名古屋から赤﨑秀平、水戸から浜崎拓磨がそれぞれ完全移籍、ヴィトーリアSC（ポルトガル）からアレクサンドレ・ゲデス、C大阪から山田寛人、FC東京から前年、山形でプレーしていた柳貴博がそれぞれ期限付き移籍で新加入。また、山口へ期限付き移籍していた佐々木匠と福島へ期限付き移籍していたイ・ユノが復帰。
リーグ戦では17試合連続未勝利を喫する等、シーズンを通して苦戦。終盤にやや巻き返しがあったものの、最終的には6勝10分18敗（勝点28）の17位。本来ならばJ2降格となる順位だったが、新型コロナウイルス感染症流行に伴う特別レギュレーションにより"降格なし"となりJ1残留。6勝は全てアウェイで挙げたもので、ホームでは1勝も挙げる事ができなかった。
9月1日、従来の運営会社である株式会社ベガルタ仙台とマイナビとの間で、マイナビベガルタ仙台レディースの経営権譲渡に関する基本合意書を締結したことが明らかにされた。 2020年シーズンは従来の体制のままチームを運営し、シーズン終了後に正式に経営権を譲渡となった。
10月20日、道渕諒平が交際女性とのトラブルにより9月に逮捕されていたと報じられ、事実関係を確認した上で契約を解除した。
また、新型コロナウイルスの影響による大幅な減収により、債務超過に陥る見込みとなった。これを受けて緊急募金を実施していたが、道渕の契約解除により募金は中断された。
シーズン終了後、木山は監督を退任、強化育成本部長の丹治も退任。選手では10年間在籍した関憲太郎が契約満了により山口へ移籍、椎橋慧也が柏、ジャーメイン良が横浜FC、川浪吾郎が広島、常田克人と浜崎拓磨が松本へそれぞれ完全移籍。セレッソ大阪から期限付き移籍でプレーしていた山田寛人は移籍期間が満了。兵藤慎剛、飯尾竜太朗、金正也、アレクサンドレ・ゲデス、パラ、イ・ユノも契約満了により退団した。

#### 2021年
チームスローガン： Standin' together☆Revival 立ち上がれ復興へ
2013年まで6年間チームを指揮していた手倉森誠が8シーズンぶりに監督に復帰。
阪南大学から真瀬拓海、流通経済大学から加藤千尋とアピアタウィア久、仙台大学から井岡海都が新加入。この他、長崎から氣田亮真、横浜FCから皆川佑介、浦和からマルティノス、名古屋から秋山陽介、岐阜から長倉颯が完全移籍、磐田から上原力也が期限付き移籍でそれぞれ加入。ポルティモネンセからストイシッチ、FCヴィゼラからオッティ、サントスFCからカルドーゾ、アヴァイFCからフォギーニョも加入となったが新型コロナウイルス感染拡大防止のために入国は加入発表より数か月遅くなった。
本年も主力選手に故障が相次ぎ中々ベストメンバーが揃えられなかった。契約更新したクエンカとシマオ・マテ、新加入のマルティノスはシーズン途中に双方合意の元で契約解除となった。
7月に田中渉は山口への育成型期限付き移籍が決定。8月に富樫敬真、福森直也が加入。
前年に降格が行われなかった関係で20チームの参加で行われたJ1リーグ戦は開幕戦こそ引き分けるも、2戦目から6連敗。11戦目でようやく初勝利を挙げた後は一時的に巻き返しを見せるも、東京五輪開催による中断が明けてからはまたしても負けが込むようになり、11月20日に2試合残してのJ2降格が決定。同22日をもって手倉森が監督を退任。翌23日よりヘッドコーチを務めてきた原崎政人が"暫定"監督に就任し、残り2試合の指揮を執った。最終成績は5勝13分20敗（勝ち点28）の19位で、12年間留まり続けたJ1から去る事になった。
ルヴァン杯はグループステージ2勝4敗（勝ち点6）の3位で敗退。
2年ぶりの出場となった天皇杯では岩手県代表として出場したJ3リーグ所属の岩手と初戦で対戦するも、0-1で敗戦。
シーズン終了後、石野智顕GKコーチが清水へ移籍。選手ではユース出身の佐々木匠が愛媛、6年間在籍した西村拓真が横浜FM、GKのヤクブ・スウォビィクがFC東京、アピアタウィア久が京都へそれぞれ完全移籍。ベテランの関口訓充（後に南葛SC入団）、長倉颯、オッティも契約満了により退団した。
初のユニフォーム胸上部スポンサーとして、株式会社エス・ブイ・シー(SVC) と契約を締結。同社のロゴが鎖骨左部分に掲出。
また、ベガルタチアリーダーズユニフォーム前面スポンサーとしても支援を開始。

### 2022年 - （J2）

#### 2022年
チームスローガン：CRAWL UP 這い上がる
前年11月に暫定監督に就任した原崎政人がそのまま続投し、アシスタントコーチに角田誠、GKコーチに大神友明、フィジカルコーチに松本純一らが入閣。選手では2019年まで16年間在籍していた梁勇基が鳥栖からの完全移籍で3シーズンぶりに復帰。その他にも、鹿島から地元・仙台出身の遠藤康、水戸から中山仁斗、福島から鎌田大夢、長崎から期限付き移籍で名倉巧などを新戦力として迎えた。蔚山現代FCから期限付き移籍でキム・テヒョン、ロサリオ セントラルからデサバトも加入となったが新型コロナウイルス感染拡大防止の為に入国は加入発表より数か月遅くなった。田中は山口への期限付き移籍期間の延長が決定。
木下グループとユニフォーム（鎖骨右部分＆背中上）スポンサー契約を新たに締結。また、デジタルマーケティングパートナー、セプテーニ・ホールディングスと、ユニフォームショーツ背面スポンサーとしての契約を新たに締結した。
4月6日、6日前に赤﨑秀平が一身上の都合で退団(後に南葛SC入団)しセレッソ大阪より中島元彦を育成型期限付き移籍で獲得。4月26日、ホームタウンを「仙台市」から「仙台市を中心とする宮城県全県」に変更することを発表。
6月1日、25周年を迎えたユアスタにて天皇杯2回戦ホンダFCに勝利。
7月7日、ガンバ大阪より佐藤瑶大を育成型期限付き移籍で獲得。7月16日、盛岡戦でJ2通算200勝を達成。
9月6日、先月の4連敗を受けて原崎監督解任ならびに8月まで磐田の監督を務めていた伊藤彰の新監督就任を発表。
チームは序盤好調を維持。一時首位に立ち、前半戦終了時点でも首位新潟と勝点差2の2位に立っていたが、後半戦に入ると失速。特に第31節からの12試合で2勝2分8敗と大ブレーキがかかり、優勝並びに自動昇格争いからは遠ざかってしまう。最終節の秋田戦に勝利すればプレーオフ進出の可能性があったもののスコアレスドローに終わり、結局前節まで8位だった山形に逆転され7位で終了した。後半戦で6勝5分10敗、勝点23しか挙げられなかったことが響いた形となった。
シーズン終了後、7年間在籍した平岡康裕が契約満了で愛媛へ、ストイシッチも満了で町田へ、カルドーゾと名倉巧と佐藤瑶大は期限付き期間満了、デサバトや大神GKコーチも退団となった。吉野恭平は横浜FC、富樫敬真は鳥栖、田中渉は山形、石原崇兆は金沢へ移籍し、18年在籍した富田晋伍は現役引退を表明した。

#### 2023年
チームスローガン：GRAV 協創 
前年最終戦の翌日、伊藤彰監督の続投が発表された。コーチの人事にも動きがありヘッドコーチに渋谷洋樹、コーチに堀孝史、GKコーチに工藤輝央らが入閣。選手では中島元彦が期限付き期間を延長し、山田寛人も3季ぶりに復帰、神戸から郷家友太、ポルティモネンセからエヴェルトン、FC東京から林彰洋、浦項からホ・ヨンジュン、鳥栖から相良竜之介、大分から小出悠太、熊本から菅田真啓を新戦力として迎えた。新卒ではオナイウ情滋、工藤蒼生、梅田陸空、菅原龍之助が入団し、大曽根広汰は藤枝へ期限付き移籍が決定。例年よりも早いペースで年内に既存選手の契約更新を終わらせた。
2023年1月10日、運営会社が広告主となり泉中央駅に副駅名として「ベガルタ仙台・ユアスタ前」と命名した。1月11日、平成の森 多目的運動場が「ベガルタ仙台平成の森運動場」となった。
2月8日、トップチームの練習場である「ベガルタ仙台紫山サッカー場」の呼称が「アイリストレーニングフィールド」となった。
5月3日、秋田戦はマイナビ仙台レディースの長野戦と史上初のダブルヘッダーで開催。5月15日、J30ベストアウォーズにおいて、ベストマッチを受賞。
6月8日、庄子春男がGMに就任。
6月13日、Youtuberのかっつーが応援アンバサダーに就任。
7月13日、天皇杯敗退後に伊藤彰監督退任ならびに堀孝史コーチの監督就任を発表。シーズン途中での監督交代は3年連続となる。
8月3日、名古屋グランパスより長澤和輝を獲得。
10月27日、2023年6月11日に開催された対ジュビロ磐田戦の試合終了後にベガルタ仙台の100人を超えるサポーターが、磐田の選手が行ったゴールパフォーマンスが不満だったため、スタジアムの立入禁止区域に侵入して、磐田の選手らが乗ったバスを取り囲んで、30分以上にわたって罵声を浴びせ威嚇した。これによりクラブに対して、500万円の罰金とけん責の処分が下された。また、クラブの元社員が2015年12月から2023年6月16日までに、顧客からチケットなどの代金を受領していた現金と顧客に対して販売するためにクラブから交付されたチケットなど、合わせておよそ1100万円分を着服した上で横領したことについても、クラブに対して、500万円の罰金とけん責の処分を下した。
6月11日の磐田戦から2ヶ月勝利なし、昇格組のいわきと藤枝に一度も勝てず（2分2敗）、最下位で降格した金沢に唯一シーズンダブル（2敗）を食らうなど、シーズンを通して低空飛行を続けた。またアウェイ山形戦で1-4で大敗し、13年ぶりのダービー敗戦を喫した。
最終的に12勝12分18敗の16位となり、1999年のJリーグ参入以来最低順位を記録するという不名誉な結果に終わった。シーズン終了後に18年在籍した梁勇基が引退し、12年間在籍した蜂須賀孝治も契約満了で秋田へ移籍、エヴェルトンとキム・テヒョンとホ・ヨンジュンは期限付き期間満了、堀監督は退任した。

#### 2024年
チームスローガン：PASSION 限界を超えろ
クラブ30周年の節目の年。前所属の川崎を強豪クラブにした立役者の一人である庄子GMは「リフォームしようと思っていたら、建て替えに近い状態だった」とベガルタの抜本的な改革を試案。クラブの短期的な目標は毎年「昇格」を念頭に置きつつも長期的には下部組織をプレミアリーグに昇格させて競争力を上げ、トップチームとの交流を増やす事でチームの核となる選手、世界で活躍する選手を一人でも多く育成して「育成クラブ」として発展しようと決意。クラブは前U-17日本代表監督で育成年代で実績十分な森山佳郎を新監督に招聘し、東北学院大学泉キャンパスに練習場を新設するプロジェクトを立ち上げた。コーチ陣も大幅に変わり、ヘッドコーチに片渕浩一郎、コーチに今野章、フィジカルコーチに村岡誠を招聘し、GKコーチには植田元輝をユースから引き上げた。
選手では中島元彦が期限付き期間を延長し、秋田から髙田椋汰、横浜FCからマテウス・モラエス、浦和から知念哲矢、川崎から名願斗哉、ヴィラ・ノヴァFCからエロンを獲得。新卒は神村学園高等部から西丸道人、仙台大学から石尾陸登、びわこ成蹊スポーツ大学から工藤真人、中央大学から有田恵人が入団。
キャプテンには遠藤康が就任し、空位となった背番号「10」は鎌田大夢が引き継いだ。
1月、東北大学大学院経済学研究科、バンコクFCと包括連携協定を締結。
3月12日、川崎より松井蓮之を期限付き移籍で獲得。3月21日、「人権擁護功労賞」を受賞。
7月10日、Jリーグ気候アクションweb検定で1位を獲得。7月15日、クラブ設立30周年記念ユニフォームを発表。
夏の第2登録期間では、横浜FMから實藤友紀、山口から梅木翼、町田から奥山政幸を獲得し、長澤和輝がニュージーランドのウェリントン・フェニックスFCへ完全移籍。
9月27日、同じ宮城県を拠点とするソニー仙台FCが創設から56年目に解散を発表。
本年よりJ1〜J3全チーム参加での開催となったルヴァン杯は1stラウンド1回戦で沼津と対戦するが、2-3で敗退。天皇杯も初戦となった2回戦で徳島に0-1で敗退。
J2リーグ戦では3連敗が1度もなく（2連敗も2度のみ）、シーズンを通して概ね好調を維持。最終的には18勝10分10敗（勝点64）の6位となり、J1昇格プレーオフ出場。アウェイ連戦となった同プレーオフでは準決勝で長崎に4-1で勝利したものの、続く決勝で岡山に0-2で敗戦。4シーズンぶりのJ1復帰はならなかった。
12月14日、梁勇基へのクラブ史上初となる引退試合が行われた。
シーズン終了後、キャプテンを務めた遠藤が現役引退。この他、中山仁斗、内田裕斗が契約満了、松下佳貴が藤枝、小出悠太が甲府、小畑裕馬が福岡へそれぞれ完全移籍、C大阪からの期限付き移籍期間を延長していた中島も移籍期間満了（C大阪へ復帰） により退団。また、菅原龍之助が栃木SC、工藤真人が高知へそれぞれ期限付き移籍となった。8月に大宮へ期限付き移籍した知念も同クラブへの移籍期間満了と同時に水戸へ期限付き移籍。

#### 2025年
チームスローガン：PASSION 限界を超えろ
森山体制2年目。監督はじめコーチ陣は前年度と変更なし。一方、選手ではユースから横山颯大がトップチームに昇格。帝京長岡高から安野匠、日章学園高から南創太、中央大から湯谷杏吏が新加入。岡山から堀田大暉、水戸から石井隼太、名古屋から井上詩音、浦和から武田英寿、栃木SCから宮崎鴻、SCラインドルフ・アルタッハ（オーストリア）からグスタボ、町田から荒木駿太がそれぞれ完全移籍加入。前年度、期限付き移籍で在籍していた實藤友紀、奥山政幸、松井蓮之がそれぞれ完全移籍に移行。育成型期限付きで在籍していた名願斗哉は移籍期間を延長し、引き続き仙台に在籍。5年ぶりのJ1復帰を果たすために躍動する。
ホーム・ユアスタは芝張り替え工事で6月中旬まで使用できなかったため、それまでの間のホームゲームはキューアンドエースタジアムみやぎ（Qスタ）で開催され、ユアスタでの初戦は6月22日・第20節の甲府戦となった。
3月9日の練習試合・福島戦を最後に、2003年の運用開始から22年間使用した仙台市泉区野村のクラブハウスでの活動を終了した。
3月12日、東北学院大学泉キャンパス内に整備された天然芝グラウンド「東北学院総合運動場 ベガルタ仙台フィールド」および新クラブハウスのオープニングセレモニーを実施し、新練習場での初練習を行った。以降は同グラウンドおよびアイリストレーニングフィールドで練習を実施する。
ルヴァン杯は1stラウンド1回戦で栃木SCと対戦。0-0のまま延長戦でも決着がつかず、PK戦にまでもつれ込んだが3-4で敗れ、2年続けての初戦敗退。天皇杯も初戦となった2回戦で富山に0-1で敗れた。
6月2日、高知より小林心を完全移籍で獲得。
7月6日、實藤友紀が富山へ完全移籍。
7月14日、西丸道人が讃岐へ育成型期限付き移籍。
7月17日、梅木翼が秋田へ期限付き移籍。
7月22日、川崎より山内日向汰が期限付き移籍で加入。
8月20日、名願斗哉が育成型期限付き移籍契約を解除し移籍元の川崎に復帰ならびにオナイウ情滋が横浜FMへ完全移籍。

## タイトル・表彰

### 国内タイトル
- Jリーグ ディヴィジョン2：1回
  - 2009年

### 表彰
| 記録名     | 記録名                                         | 年度                               | 選手等                                                                   | 備考                                    |
| J1         | ベストイレブン                                 | 2012                               | ウイルソン                                                               |                                         |
| J1         | 優秀選手賞                                     | 2011                               | 林卓人、角田誠、鎌田次郎                                                 |                                         |
| J1         | 優秀選手賞                                     | 2012                               | 林卓人、上本大海、角田誠、鎌田次郎、菅井直樹、赤嶺真吾 梁勇基 ウイルソン |                                         |
| J1         | 優秀選手賞                                     | 2019                               | シマオ・マテ                                                             |                                         |
| J1         | フェアプレー賞                                 | 2013、2014、2017、2018、2019、2020 | 2013、2014、2017、2018、2019、2020                                       |                                         |
| J1         | フェアプレー個人賞                             | 2003                               | 根本裕一                                                                 |                                         |
| J1         | フェアプレー個人賞                             | 2011                               | 梁勇基                                                                   |                                         |
| J1         | 月間MVP                                        | 2014                               | 5月 赤嶺真吾                                                             |                                         |
| J1         | 月間MVP                                        | 2019                               | 6月 シマオ・マテ                                                         |                                         |
| J1         | 月間ベストゴール                               | 2015                               | 5月 梁勇基                                                               | 1st第11節 vs.浦和（ユアスタ）80分の得点 |
| J1         | 月間ベストゴール                               | 2017                               | 5月 クリスラン                                                           | 第13節 vs.新潟（ユアスタ）84分の得点    |
| J1         | 月間優秀監督賞                                 | 2019                               | 6月 渡邉晋                                                               |                                         |
| J1         | TAG Heuer YOUNG GUNS AWARD                     | 2017                               | 西村拓真                                                                 |                                         |
| J1         | TAG Heuer YOUNG GUNS AWARD                     | 2018                               | 板倉滉                                                                   |                                         |
| Jリーグ杯  | ニューヒーロー賞                               | 2017                               | 西村拓真                                                                 |                                         |
| Jリーグ杯  | 得点王                                         | 2017                               | クリスラン                                                               | 5得点                                   |
| J2         | 得点王                                         | 2001                               | マルコス                                                                 | 34得点                                  |
| J2         | 得点王                                         | 2006                               | ボルジェス                                                               | 26得点                                  |
| J2         | 優秀選手賞                                     | 2024                               | 林彰洋、相良竜之介、中島元彦                                             |                                         |
| J2         | フェアプレー賞                                 | 2008、2009                         | 2008、2009                                                               |                                         |
| J2         | フェアプレー個人賞                             | 2024                               | 林彰洋                                                                   |                                         |
| J2         | 月間MVP                                        | 2022                               | 4月 氣田亮真                                                             |                                         |
| J2         | 月間MVP                                        | 2024                               | 5月 中島元彦                                                             |                                         |
| J2         | 月間優秀監督賞                                 | 2022                               | 4月 原崎政人                                                             |                                         |
| J2         | 月間優秀監督賞                                 | 2024                               | 5月 森山佳郎                                                             |                                         |
| J2         | 月間優秀監督賞                                 | 2025                               | 4月、6月 森山佳郎                                                        |                                         |
| J2         | 月間ベストセーブ賞                             | 2025                               | 6月 林彰洋                                                               |                                         |
| J2         | JPFAアワード J2ベストイレブン                  | 2022                               | 中山仁斗                                                                 |                                         |
| J2         | JPFAアワード J2ベストイレブン                  | 2024                               | 中島元彦                                                                 |                                         |
| その他受賞 | 功労選手賞                                     | 2009                               | 小村徳男                                                                 |                                         |
| その他受賞 | 功労選手賞                                     | 2015                               | 柳沢敦                                                                   |                                         |
| その他受賞 | 功労選手賞                                     | 2021                               | 佐藤寿人                                                                 |                                         |
| その他受賞 | 功労選手賞                                     | 2022                               | 角田誠、石原直樹、高橋義希                                               |                                         |
| その他受賞 | 功労選手賞                                     | 2023                               | 富田晋伍、赤嶺真吾                                                       |                                         |
| その他受賞 | 功労選手賞                                     | 2024                               | 梁勇基 林卓人                                                            |                                         |
| その他受賞 | Join賞                                         | 2009                               |                                                                          | J2フェアプレー賞を2点連続で受賞したため |
| その他受賞 | Jリーグベストピッチ賞                          | 2016                               | ユアテックスタジアム仙台                                                 |                                         |
| その他受賞 | Jクロニクルベスト ベストマッチ                 | 2013                               | 2011 J1 第7節 vs.川崎F（等々力）                                         |                                         |
| その他受賞 | J30ベストアウォーズ ベストマッチ               | 2023                               | 2011 J1 第7節 vs.川崎F（等々力）                                         |                                         |
| その他受賞 | 環境省 地域環境保全功労者表彰                  | 2023                               |                                                                          |                                         |
| その他受賞 | 法務省 人権擁護功労賞                          | 2023                               |                                                                          | 全国人権擁護委員連合会会長感謝状        |
| その他受賞 | TH!NK THE BALL PROJECT presents サステナカップ | 2024                               |                                                                          | 4位（敢闘賞）                           |

## クラブ記録
| 記録名       | 記録名    | 記録   | 試合                                                              | 試合                                                              |
| 連勝         | J1        | 6連勝  | 2011 第24節 vs.山形（ユアスタ）- 第29節 vs.福岡（レベスタ）       | 2011 第24節 vs.山形（ユアスタ）- 第29節 vs.福岡（レベスタ）       |
| 連勝         | J2        | 7連勝  | 2009 第8節 vs.岐阜（長良川）- 第14節 vs.富山（富山）              | 2009 第8節 vs.岐阜（長良川）- 第14節 vs.富山（富山）              |
| 連続無敗     | J1        | 13試合 | 2010 第34節 vs.川崎F（ユアスタ）- 2011 第17節 vs.甲府（ユアスタ） | 2010 第34節 vs.川崎F（ユアスタ）- 2011 第17節 vs.甲府（ユアスタ） |
| 連続無敗     | J2        | 14試合 | 2006 第50節 vs.湘南（ユアスタ）- 2007 第12節 vs.水戸（ユアスタ）  | 2006 第50節 vs.湘南（ユアスタ）- 2007 第12節 vs.水戸（ユアスタ）  |
| 連続引き分け | J1        | 3試合  | 2011 第30節 vs.川崎F（ユアスタ）- 第32節 vs.浦和（埼玉）          | 2011 第30節 vs.川崎F（ユアスタ）- 第32節 vs.浦和（埼玉）          |
| 連続引き分け | J1        | 3試合  | 2012 第18節 vs.名古屋（豊田ス）- 第20節 vs.横浜FM（ユアスタ）     |                                                                   |
| 連続引き分け | J1        | 3試合  | 2012 第30節 vs.磐田（ヤマハ）- 第32節 vs.鹿島（カシマ）           |                                                                   |
| 連続引き分け | J2        | 5試合  | 2008 第26節 vs.C大阪（ユアスタ）- 第30節 vs.広島（ユアスタ）      | 2008 第26節 vs.C大阪（ユアスタ）- 第30節 vs.広島（ユアスタ）      |
| 連続勝ちなし | J1        | 19試合 | 2003 1st 第5節 vs.G大阪（仙台）- 2nd 第8節 vs.浦和（宮城ス）      | 2003 1st 第5節 vs.G大阪（仙台）- 2nd 第8節 vs.浦和（宮城ス）      |
| 連続勝ちなし | J2        | 12試合 | 1999 第9節 vs.川崎F（仙台）- 第20節 vs.川崎F（仙台）              | 1999 第9節 vs.川崎F（仙台）- 第20節 vs.川崎F（仙台）              |
| 連敗         | J1        | 6連敗  | 2003 1st 第7節 vs.京都（西京極）- 第12節 vs.市原（市原）          | 2003 1st 第7節 vs.京都（西京極）- 第12節 vs.市原（市原）          |
| 連敗         | J1        | 6連敗  | 2020 第14節 vs.G大阪（ユアスタ）- 第19節 vs.C大阪（ユアスタ）     |                                                                   |
| 連敗         | J1        | 6連敗  | 2021 第2節 vs.川崎F（ユアスタ）- 第8節 vs.徳島（鳴門大塚）        |                                                                   |
| 連敗         | J2        | 12連敗 | 1999 第9節 vs.川崎F（仙台）- 第20節 vs.川崎F（仙台）              | 1999 第9節 vs.川崎F（仙台）- 第20節 vs.川崎F（仙台）              |
| 最多得点試合 | J1        | 6得点  | 6-0                                                               | 2013 第25節 vs.大分（ユアスタ）                                   |
| 最多得点試合 | J2        | 5得点  | 5-1                                                               | 2000 第30節 vs.水戸（日立市）                                     |
| 最多得点試合 | J2        | 5得点  | 5-1                                                               | 2006 第17節 vs.草津（ユアスタ）                                   |
| 最多得点試合 | J2        | 5得点  | 5-1                                                               | 2006 第18節 vs.鳥栖（鳥栖）                                       |
| 最多得点試合 | J2        | 5得点  | 5-2                                                               | 2006 第43節 vs.草津（ユアスタ）                                   |
| 最多得点試合 | J2        | 5得点  | 5-2                                                               | 2007 第9節 vs.鳥栖（ユアスタ）                                    |
| 最多得点試合 | J2        | 5得点  | 5-0                                                               | 2009 第18節 vs.水戸（笠松）                                       |
| 最多得点試合 | J2        | 5得点  | 5-1                                                               | 2022 第27節 vs.岩手（いわスタ）                                   |
| 最多得点試合 | Jリーグ杯 | 4得点  | 4-11                                                              | 2003 グループリーグ 第2節 vs.柏（仙台）                           |
| 最多得点試合 | Jリーグ杯 | 4得点  | 4-0                                                               | 2010 グループリーグ 第7節 vs.大宮（NACK）                         |
| 最多得点試合 | Jリーグ杯 | 4得点  | 4-0                                                               | 2012 グループリーグ 第7節 vs.磐田（ユアスタ）                     |
| 最多得点試合 | Jリーグ杯 | 4得点  | 4-2                                                               | 2018 グループステージ 第5節 vs.横浜FM（ユアスタ）                 |
| 最多得点試合 | 天皇杯    | 5得点  | 5-0                                                               | 1999 1回戦 vs.ホンダロック（宮崎）                                |
| 最多得点試合 | ACL       | 1得点  | 1-1                                                               | 2013 グループリーグ 第1節 vs.ブリーラム（仙台）                   |
| 最多得点試合 | ACL       | 1得点  | 1-2                                                               | 2013 グループリーグ 第3節 vs.FCソウル（ソウル）                   |
| 最多得点試合 | ACL       | 1得点  | 1-0                                                               | 2013 グループリーグ 第4節 vs.FCソウル（仙台）                     |
| 最多得点試合 | ACL       | 1得点  | 1-1                                                               | 2013 グループリーグ 第5節 vs.ブリーラム（ブリーラム）             |
| 最多得点試合 | ACL       | 1得点  | 1-2                                                               | 2013 グループリーグ 第6節 vs.江蘇舜天（仙台）                     |
| 最多失点試合 | J1        | 8失点  | 2-8                                                               | 2018 第16節 vs.横浜FM（ユアスタ）                                 |
| 最多失点試合 | J2        | 6失点  | 2-6                                                               | 2000 第31節 vs.湘南（仙台）                                       |
| 最多失点試合 | Jリーグ杯 | 6失点  | 0-6                                                               | 2017 グループステージ 第1節 vs.FC東京（味スタ）                   |
| 最多失点試合 | 天皇杯    | 4失点  | 0-4                                                               | 2005 4回戦 vs.横浜FM（三ツ沢）                                    |
| 最多失点試合 | ACL       | 2失点  | 1-2                                                               | 2013 グループリーグ 第3節 vs.FCソウル（ソウル）                   |
| 最多失点試合 | ACL       | 2失点  | 1-2                                                               | 2013 グループリーグ 第6節 vs.江蘇舜天（仙台）                     |

### 通算勝利数
|          | Jリーグ通算                                   |                                               |
| 勝利数   | 試合                                          | 試合                                          |
| 初勝利   | 1999年3月28日 J2 第3節 vs.甲府（韮崎中央）    | 1999年3月28日 J2 第3節 vs.甲府（韮崎中央）    |
| 50勝     | 2001年9月23日 J2 第34節 vs.湘南（仙台）       | 2001年9月23日 J2 第34節 vs.湘南（仙台）       |
| 100勝    | 2005年9月24日 J2 第33節 vs.湘南（仙台）       | 2005年9月24日 J2 第33節 vs.湘南（仙台）       |
| 200勝    | 2009年11月22日 J2 第49節 vs.C大阪（ユアスタ） | 2009年11月22日 J2 第49節 vs.C大阪（ユアスタ） |
| 300勝    | 2018年7月22日 J1 第17節 vs.鳥栖（ベアスタ）   | 2018年7月22日 J1 第17節 vs.鳥栖（ベアスタ）   |
| J1リーグ | J1リーグ                                      | J2リーグ                                      |
| 勝利数   | 試合                                          | 試合                                          |
| 初勝利   | 2002年3月3日 1st 第1節 vs.東京V（仙台）       | 1999年3月28日 第3節 vs.甲府（韮崎中央）       |
| 50勝     | 2012年7月7日 第17節 vs.神戸（ホームズ）       | 2001年9月23日 第34節 vs.湘南（仙台）          |
| 100勝    | 2017年3月18日 第4節 vs.柏（柏）               | 2006年6月3日 第19節 vs.徳島（ユアスタ）       |
| 200勝    |                                               | 2022年7月16日 第27節 vs.岩手（いわスタ）      |

### 通算得点
| Jリーグ通算 |                                                |                                                |                                          |                       |
| 得点数      | 試合                                           | 試合                                           | 得点者                                   | 得点者                |
| 初得点      | 1999年3月14日 J2 第1節 vs.山形（仙台）         | 1999年3月14日 J2 第1節 vs.山形（仙台）         | 中島浩司                                 | 中島浩司              |
| 100点       | 2001年4月8日 J2 第5節 vs.京都（仙台）          | 2001年4月8日 J2 第5節 vs.京都（仙台）          | マルコス                                 | マルコス              |
| 200点       | 2002年10月20日 J1 2nd 第9節 vs.磐田（宮城ス）  | 2002年10月20日 J1 2nd 第9節 vs.磐田（宮城ス）  | マルコス                                 | マルコス              |
| 300点       | 2004年11月23日 J2 第43節 vs.京都（西京極）     | 2004年11月23日 J2 第43節 vs.京都（西京極）     | 佐藤寿人                                 | 佐藤寿人              |
| 400点       | 2006年5月28日 J2 第18節 vs.鳥栖（鳥栖）        | 2006年5月28日 J2 第18節 vs.鳥栖（鳥栖）        | ロペス                                   | ロペス                |
| 500点       | 2007年9月15日 J2 第40節 vs.札幌（札幌ド）      | 2007年9月15日 J2 第40節 vs.札幌（札幌ド）      | 萬代宏樹                                 | 萬代宏樹              |
| 600点       | 2009年5月16日 J2 第15節 vs.徳島（宮城ス）      | 2009年5月16日 J2 第15節 vs.徳島（宮城ス）      | マルセロ ソアレス                        | マルセロ ソアレス     |
| 700点       | 2010年11月14日 J1 第30節 vs.磐田（ユアスタ）   | 2010年11月14日 J1 第30節 vs.磐田（ユアスタ）   | 中島裕希                                 | 中島裕希              |
| 800点       | 2012年12月1日 J1 第34節 vs.FC東京（味スタ）    | 2012年12月1日 J1 第34節 vs.FC東京（味スタ）    | 赤嶺真吾                                 | 赤嶺真吾              |
| 900点       | 2015年6月7日 J1 1st 第15節 vs.鳥栖（ユアスタ） | 2015年6月7日 J1 1st 第15節 vs.鳥栖（ユアスタ） | 野沢拓也                                 | 野沢拓也              |
| 1000点      | 2017年11月18日 J1 第32節 vs.大宮（ユアスタ）   | 2017年11月18日 J1 第32節 vs.大宮（ユアスタ）   | 増嶋竜也                                 | 増嶋竜也              |
| 1100点      | 2020年9月5日 J1 第14節 vs.G大阪（ユアスタ）    | 2020年9月5日 J1 第14節 vs.G大阪（ユアスタ）    | アレクサンドレ ゲデス                    | アレクサンドレ ゲデス |
| 1200点      | 2022年7月6日 J2 第25節 vs.甲府（ユアスタ）     | 2022年7月6日 J2 第25節 vs.甲府（ユアスタ）     | 名倉巧                                   | 名倉巧                |
| 1300点      | 2024年8月10日 J2 第26節 vs.水戸（Ksスタ）      | 2024年8月10日 J2 第26節 vs.水戸（Ksスタ）      | 相良竜之介                               | 相良竜之介            |
| J1リーグ    | J1リーグ                                       | J1リーグ                                       | J2リーグ                                 | J2リーグ              |
| 通算        | 試合                                           | 得点者                                         | 試合                                     | 得点者                |
| 初得点      | 2002年3月3日 1st 第1節 vs.東京V（仙台）        | 岩本輝雄                                       | 1999年3月14日 第1節 vs.山形（仙台）      | 中島浩司              |
| 100点       | 2010年9月25日 第24節 vs.横浜FM（日産ス）       | 赤嶺真吾                                       | 2001年4月8日 第5節 vs.京都（仙台）       | マルコス              |
| 200点       | 2012年10月20日 第29節 vs.浦和（ユアスタ）      | 赤嶺真吾                                       | 2004年7月27日 第24節 vs.甲府（仙台）     | 梁勇基                |
| 300点       | 2015年5月10日 1st 第11節 vs.浦和（ユアスタ）   | 梁勇基                                         | 2006年3月11日 第2節 vs.徳島（鳴門）      | ボルジェス            |
| 400点       | 2017年9月23日 第27節 vs.C大阪（金鳥スタ）      | 野津田岳人                                     | 2007年5月13日 第15節 vs.草津（群馬陸）   | 熊林親吾              |
| 500点       | 2020年7月18日 第5節 vs.札幌（ユアスタ）        | 椎橋慧也                                       | 2008年10月26日 第41節 vs.C大阪（長居）   | 中原貴之              |
| 600点       |                                                |                                                | 2022年3月20日 第5節 vs.山形（NDスタ）    | 中山仁斗              |
| 700点       |                                                |                                                | 2023年9月23日 第36節 vs.千葉（フクアリ） | 中島元彦              |

### 入場者数
| 記録名       | 記録名 | ホーム                     | ホーム                        | ホーム                  | ホーム                           | アウェイ | アウェイ                                |
| 記録名       | 記録名 | 仙台スタジアム（ユアスタ） | 仙台スタジアム（ユアスタ）    | 宮城スタジアム（Qスタ） | 宮城スタジアム（Qスタ）          | アウェイ | アウェイ                                |
| 記録名       | 記録名 | 入場者数                   | 試合                          | 入場者数                | 試合                             | 入場者数 | 試合                                    |
| 最多入場者数 | J1     | 19,503                     | 2019年3月10日 第3節 vs.神戸   | 43,092                  | 2002年10月20日 2nd 第9節 vs.磐田 | 39,545   | 2012年6月23日 第15節 vs.浦和（埼玉）    |
| 最多入場者数 | J2     | 19,412                     | 2001年11月11日 第43節 vs.鳥栖 | 23,745                  | 2008年11月9日 第42節 vs.広島     | 32,979   | 2022年10月8日 第40節 vs.新潟（デンカ）  |
| 最少入場者数 | J1     | 10,931                     | 2019年3月30日 第5節 vs.C大阪  | 17,183                  | 2013年11月10日 第31節 vs.浦和    | 3,287    | 2002年9月18日 2nd 第4節 vs.市原（市原） |
| 最少入場者数 | J2     | 2,568                      | 1999年4月25日 第7節 vs.大分   | 7,154                   | 2009年3月25日 第4節 vs.甲府      | 951      | 2000年3月30日 第4節 vs.甲府（小瀬）     |

## 個人記録
| 記録名         | 記録名      | 記録           | 選手          | 試合                                                      |
| 最年少出場     | J1          | 18歳03ヶ月09日 | 佐々木匠      | 2016年7月9日 2nd 第2節 vs.G大阪（吹田S）                  |
| 最年少出場     | J2          | 18歳00ヶ月23日 | 萬代宏樹      | 2004年3月13日 第1節 vs.横浜FC（三ツ沢）                   |
| 最年長出場     | J1          | 37歳06ヶ月09日 | 柳沢敦        | 2014年12月6日 第34節 vs.広島（Eスタ）                     |
| 最年長出場     | J2          | 41歳10ヶ月05日 | 梁勇基        | 2023年11月12日 第42節 vs.町田（ユアスタ）                 |
| 最年少得点     | J1          | 19歳10ヶ月28日 | 西村拓真      | 2016年9月17日 第12節 vs.甲府（中銀スタ）                  |
| 最年少得点     | J2          | 18歳02ヶ月05日 | 萬代宏樹      | 2004年4月24日 第7節 vs.甲府（仙台）                       |
| 最年長得点     | J1          | 37歳05ヶ月06日 | 柳沢敦        | 2014年11月2日 第31節 vs.G大阪（万博）                     |
| 最年長得点     | J2          | 35歳11ヶ月04日 | 平岡康裕      | 2022年4月27日 第12節 vs.熊本（えがおS）                   |
| 最多得点       | Jリーグ通算 | 76得点         | 梁勇基        | 2004年 - 2015年、2017年                                   |
| 最多得点       | （J1）      | 44得点         | 赤嶺真吾      | 2010年 - 2014年                                           |
| 最多得点       | （J2）      | 47得点         | 梁勇基        | 2004年 - 2009年                                           |
| 最多出場       | Jリーグ通算 | 548試合        | 梁勇基        | 2004年 - 2019年、2022年 - 2023年                          |
| 最多出場       | （J1）      | 322試合        | 富田晋伍      | 2010年 - 2021年                                           |
| 最多出場       | （J2）      | 337試合        | 千葉直樹      | 1999年 - 2001年、2004年 - 2009年                          |
| ハットトリック | J1          | 3得点          | ハモン ロペス | 2016年10月1日 2nd第14節 vs.鳥栖（駅スタ）                 |
| ハットトリック | J1          | 3得点          | 長沢駿        | 2020年11月14日 第27節 vs.G大阪（パナスタ）                |
| ハットトリック | J2          | 3得点          | マルコス      | 2001年4月8日 第8節 vs.京都（仙台）                        |
| ハットトリック | J2          | 3得点          | ボルジェス    | 2006年5月20日 第17節 vs.草津（ユアスタ）                  |
| ハットトリック | J2          | 3得点          | ボルジェス    | 2006年9月30日 第43節 vs.草津（ユアスタ）                  |
| ハットトリック | J2          | 3得点          | 萬代宏樹      | 2007年4月14日 第9節 vs.鳥栖（ユアスタ）                   |
| ハットトリック | Jリーグ杯   | 3得点          | 茂木駿佑      | 2018年5月9日 グループステージ 第5節 vs.横浜FM（ユアスタ） |
| ハットトリック | 天皇杯      | 3得点          | 西村拓真      | 2018年6月6日 2回戦 vs.群馬（ユアスタ）                    |

### チーム得点王、サポーターが選ぶ年間MVP賞
| 年度 | 所属 | チーム得点王                    | チーム得点王 | チーム得点王 | サポーターが選ぶ年間MVP賞 | サポーターが選ぶ年間MVP賞 |
| 年度 | 所属 | 選手                            | 得点         | 備考         | 選手                      | スポンサー                |
| 1999 | J2   | 阿部良則                        | 7            |              |                           |                           |
| 2000 | J2   | 藤吉信次 大友慧                 | 10           |              |                           |                           |
| 2001 | J2   | マルコス                        | 34           | J2得点王     |                           |                           |
| 2002 | J1   | マルコス                        | 18           |              | シルビーニョ              |                           |
| 2003 | J1   | 佐藤寿人                        | 9            |              |                           |                           |
| 2004 | J2   | 佐藤寿人                        | 20           |              |                           |                           |
| 2005 | J2   | バロン                          | 14           |              | 高桑大二朗                |                           |
| 2006 | J2   | ボルジェス                      | 26           | J2得点王     | ロペス                    |                           |
| 2007 | J2   | ロペス 萬代宏樹                 | 14           |              |                           |                           |
| 2008 | J2   | 梁勇基                          | 13           |              | 梁勇基                    |                           |
| 2009 | J2   | マルセロ ソアレス               | 16           |              | 梁勇基                    |                           |
| 2010 | J1   | 梁勇基                          | 11           |              | 梁勇基                    | アシアナ航空              |
| 2011 | J1   | 赤嶺真吾                        | 14           |              | 菅井直樹                  | アシアナ航空              |
| 2012 | J1   | 赤嶺真吾                        | 14           |              | 赤嶺真吾                  | アシアナ航空              |
| 2013 | J1   | ウイルソン                      | 13           |              | 林卓人                    | アシアナ航空              |
| 2014 | J1   | 赤嶺真吾                        | 9            |              | 富田晋伍                  | アシアナ航空              |
| 2015 | J1   | 奥埜博亮 金園英学 ハモン ロペス | 7            |              | 奥埜博亮                  | アシアナ航空              |
| 2016 | J1   | ハモン ロペス                   | 10           |              | 三田啓貴                  | アシアナ航空              |
| 2017 | J1   | 石原直樹                        | 10           |              | 石原直樹                  | NTTドコモ                 |
| 2018 | J1   | 西村拓真                        | 11           |              | 石原直樹                  | NTTドコモ                 |
| 2019 | J1   | 長沢駿                          | 7            |              | シマオ マテ               | NTTドコモ                 |
| 2020 | J1   | 長沢駿                          | 9            |              | ヤクブ スウォビィク       | NTTドコモ                 |
| 2021 | J1   | 西村拓真                        | 6            |              | ヤクブ スウォビィク       | NTTドコモ                 |
| 2022 | J2   | 中山仁斗                        | 14           |              | 中島元彦                  | NTTドコモ                 |
| 2023 | J2   | 郷家友太                        | 10           |              | 郷家友太                  | SGC                       |
| 2024 | J2   | 中島元彦                        | 13           |              | 中島元彦                  | SGC                       |
| 2025 | J2   |                                 |              |              |                           |                           |

## 所属選手

### 代表選出選手
トップチーム在籍期間中に各国代表に選出された選手は以下の通りである。
| 年代  | 大会                                                      | 開催年      | 選手                | 備考                       |
| A代表 | FIFAワールドカップ                                        |             |                     |                            |
| A代表 | （ 2006 ヨーロッパ予選）                                  | 2004        | セドロスキー        |                            |
| A代表 | （ 2010 アジア3次予選）                                   | 2008        | 梁勇基              |                            |
| A代表 | （ 2014 アジア3次予選）                                   | 2011        | 梁勇基              |                            |
| A代表 | （ 2014 アジア3次予選）                                   | 2011        | 曺秉局              |                            |
| A代表 | （ 2018 アジア2次予選）                                   | 2015        | 六反勇治            |                            |
| A代表 | AFCアジアカップ                                           | 2011        | 梁勇基              | グループステージ敗退       |
| A代表 | AFCアジアカップ                                           | 2015        | 梁勇基              | グループステージ敗退       |
| A代表 | AFCアジアカップ                                           | 2019        | シュミット ダニエル | 準優勝                     |
| A代表 | （ 2019 3次予選）                                         | 2017        | 梁勇基              |                            |
| A代表 | AFCチャレンジカップ                                       | 2010        | 梁勇基              | 優勝、MVP、得点王（4得点） |
| A代表 | 東アジアサッカー選手権 ⇒EAFF東アジアカップ（2013 - ）     | 2003        | 金殷中              | 優勝                       |
| A代表 | 東アジアサッカー選手権 ⇒EAFF東アジアカップ（2013 - ）     | 2008        | 梁勇基              | 4位                        |
| A代表 | 東アジアサッカー選手権 ⇒EAFF東アジアカップ（2013 - ）     | 2013        | 林卓人              | 優勝                       |
| A代表 | 東アジアサッカー選手権 ⇒EAFF東アジアカップ（2013 - ）     | 2015        | 六反勇治            | 4位                        |
| A代表 | （ 2013 2次予選）                                         | 2012        | 梁勇基              |                            |
| A代表 | 東アジア競技大会                                          | 2005        | 梁勇基              | 準優勝                     |
| A代表 | 国際親善試合                                              | 2002        | 小村徳男            |                            |
| A代表 | 国際親善試合                                              | 2002 - 2003 | 山下芳輝            |                            |
| A代表 | 国際親善試合                                              | 2009 - 2011 | 梁勇基              |                            |
| A代表 | 国際親善試合                                              | 2010 - 2011 | 関口訓充            |                            |
| A代表 | 国際親善試合                                              | 2012 - 2013 | 林卓人              |                            |
| A代表 | 国際親善試合                                              | 2014        | マグリンチィ        |                            |
| A代表 | 国際親善試合                                              | 2015        | 六反勇治            |                            |
| A代表 | 国際親善試合                                              | 2018 - 2019 | シュミット ダニエル |                            |
| U-23  | オリンピック                                              | 2016        | キム ミンテ         | ベスト8                    |
| U-23  | （ アテネ2004 アジア2次予選）                             | 2003        | 根本裕一            |                            |
| U-23  | （ 北京2008 アジア2次予選）                               | 2007        | 萬代宏樹            |                            |
| U-23  | AFC U-23選手権                                            | 2018        | 板倉滉              | ベスト8                    |
| U-23  | アジア競技大会                                            | 2006        | 萬代宏樹            | 2次リーグ敗退              |
| U-23  | アジア競技大会                                            | 2018        | 板倉滉              | 準優勝                     |
| U-23  | アジア競技大会                                            | 2023        | キム テヒョン       | 優勝                       |
| U-23  | アジア競技大会                                            | 2023        | 小畑裕馬            | 準優勝                     |
| U-23  | モーリスレベロトーナメント                                | 2018        | 板倉滉、椎橋慧也    | 7位                        |
| U-23  | モーリスレベロトーナメント                                | 2019        | 椎橋慧也            | 準優勝、ベストイレブン     |
| U-23  | カタール国際ユーストーナメント                            | 2003        | 佐藤寿人            | 準優勝                     |
| U-23  | カタール国際ユーストーナメント                            | 2007        | 萬代宏樹            | グループリーグ敗退         |
| U-23  | その他の国際親善試合                                      | 2003        | 根本裕一、佐藤寿人  |                            |
| U-23  | その他の国際親善試合                                      | 2015 - 2016 | キム ミンテ         |                            |
| U-23  | その他の国際親善試合                                      | 2018        | 板倉滉、椎橋慧也    |                            |
| U-23  | その他の国際親善試合                                      | 2025        | 安野匠              |                            |
| 大学  | ユニバーシアード                                          | 2017        | ジャーメイン良      | 優勝 ※特別指定選手         |
| U-20  | トゥーロン国際大会 ⇒モーリスレベロトーナメント（2017 - ） | 2003        | 中原貴之            | グループステージ敗退       |
| U-20  | トゥーロン国際大会 ⇒モーリスレベロトーナメント（2017 - ） | 2017        | 佐々木匠            | グループステージ敗退       |
| U-20  | SBSカップ 国際ユースサッカー                              | 2004        | 萬代宏樹            | 準優勝                     |
| U-20  | その他の国際親善試合                                      | 2003        | 中原貴之            |                            |
| U-20  | その他の国際親善試合                                      | 2004        | 樋口昌俊            |                            |
| U-20  | その他の国際親善試合                                      | 2004 - 2005 | 萬代宏樹            |                            |
| U-20  | その他の国際親善試合                                      | 2009        | 島川俊郎            |                            |
| U-20  | その他の国際親善試合                                      | 2016        | 小島雅也、佐々木匠  |                            |

## ダービーマッチ
- みちのくダービー - モンテディオ山形との対戦。

- 東北ダービー - 東北地方に本拠地を置くクラブとの対戦。
- 仙台ダービー - 仙台市またはその近郊（仙台都市圏）に本拠地を置くクラブとの対戦。

## 連携・提携など

### サッカークラブ
- 2002年3月 -  サンパウロFC（友好関係）
- 2024年1月 -  バンコクFC（包括連携協定）

### 地方公共団体
- 2016年4月 -  石巻市（復興支援連携に関する協定）
- 2022年3月 -  石巻市（スポーツ交流活動等に関する協定）
- 2022年6月 -  南三陸町（SDGs推進及び連携・協力に関する協定）
- 2022年10月 -  名取市（包括連携協定）
- 2023年2月 -  東松島市（GX（Green Transformation）推進及びSDGs達成を目指す包括連携協定）
- 2023年6月 -  富谷市（スポーツ交流活動等に関する協定）
- 2023年11月 -  塩竈市（包括連携協定）
- 2024年8月 -  利府町（包括連携協定）
- 2024年8月 -  大和町（SDGs推進及び連携・協力に関する協定）
- 2025年4月 -  多賀城市（包括連携協定）

### 教育機関
- 2003年8月 - 学校法人朴沢学園（仙台大学､明成高等学校）（連携）
- 2015年7月 - 東北学院大学（包括連携協定）
- 2018年1月 - 学校法人白百合学園（連携協定）
- 2018年4月 - 仙台大学（アカデミックパートナーシップ）
- 2023年10月 - 学校法人東北学院（包括連携協定）
- 2024年1月 - 東北大学大学院経済学研究科（包括連携協定）

### その他
- 2017年1月 - 博報堂DYメディアパートナーズ（ビジネスパートナー契約）
- 2020年12月 - 加茂商事（グッズの企画および販売業務に関するパートナーシップ契約）
- 2021年8月 -  七ヶ宿町、七ヶ宿まちづくり（SDGs推進及び連携・協力に関する協定）

- 2022年4月 -  大郷町、仙台大学附属明成高等学校（SDGsなまちづくりに向けた連携・協力に関する協定）
- 2022年6月 - 宮城県行政書士会（包括連携協定）
- 2022年7月 - TBM（連携協力に関する協定）
- 2023年6月 - 泉青年会議所（SDGs協働推進協定）
- 2023年11月 - NTTドコモ（「べガルタ仙台」を中心とした地域経済活性化に関する協業契約）
- 2024年6月 - 全国健康保険協会宮城支部（健康経営の普及を目指した相互連携に関する協定）
- 2024年8月 - 明治安田生命保険仙台支社（未来世代応援活動協定）
- 2025年1月 - 宮城県赤十字血液センター（献血活動の普及・広報を推進することを目指したパートナーシップ協定）

## ホームスタジアム
ユアテックスタジアム仙台（仙台スタジアム、以下「ユアスタ」）をホームスタジアムとしているが、キューアンドエースタジアムみやぎ（宮城スタジアム、以下「Qスタ」）でも不定期にホームゲームを開催する。

### ユアテックスタジアム仙台
ブランメル仙台（旧JFL）時代の1997年からホームゲームが開催されているほか、2025年4月からは株式会社ベガルタ仙台を代表法人とする共同事業体「仙台泉 SPORTS PARK CONSORTIUM」が指定管理者として管理運営を行っている。
仙台市泉区の「やまいちサステナパーク七北田公園」内に所在する。仙台市地下鉄南北線仙台駅から泉中央駅までは約15分、泉中央駅からスタジアムまでは徒歩4分であり、市内中心部からのアクセスではQスタに勝る。多くの観客が地下鉄を利用して来場するため、試合終了後はスタジアム北側の仙台市道泉中央25号線・26号線で歩行者天国が実施される。
2016年にJリーグベストピッチ賞を受賞したほか、サッカーダイジェストのスタジアム部門ランキングで2位に輝くなど、ピッチ状態や臨場感に関してサッカー関係者から高い評価を受けている。
座席は全周が屋根に覆われているため、前方の列でなければ雨に濡れずに観戦が可能である。ボックスシートの設置や高密度W-Fi「VEGALTA FREE Wi-Fi」の導入により近年観戦環境が向上したほか、2024年のLED照明導入によりナイトゲーム時の演出がより多彩となった。

#### 芝生の張替え
- 2009年の芝生全面張替えに伴い、6月末までは宮城スタジアムで11試合、福島県営あづま陸上競技場（現：とうほう・みんなのスタジアム）で1試合が開催された。なお、ブランメル時代に岩手県でホームゲームを開催したことはあったが、Jリーグ加盟後（ベガルタ仙台に改称後）に宮城県外でホームゲームを開催するのは2009年が初めてであった。
- 2025年には16年ぶりに芝の全面張替え作業が実施された。6月まではQスタでJ2リーグ9試合、天皇杯1試合のホームゲームが開催される予定である[91]。

### キューアンドエースタジアムみやぎ
宮城郡利府町の宮城県総合運動公園「グランディ・21」内に所在する。
2001年の第56回国民体育大会（新世紀・みやぎ国体）の主会場として建設され、2002 FIFAワールドカップ、2020年東京五輪サッカー競技の会場としても使用された。
収容人員はユアスタの約2.5倍の49,133人であり、J1に初昇格した2002年以降は多くの集客が見込まれる試合（みちのくダービー、浦和戦など）で不定期に使用されている。しかしながら、主たる交通手段は「最寄り駅からのバス」または「自家用車」であり、仙台方面からのアクセスの悪さや周辺道路の渋滞が問題として指摘されている。2025年に16年ぶりにホームゲームを開催するにあたり、クラブは駐車場シェアリングサービスアキッパ（akippa）との提携、シャトルバスの運行、路線バスの増便、自転車シェアリングサービスDATE BIKEの臨時ポートの設置など様々な対策を実施し、アクセスの改善を図っている。
2011年3月11日の東日本大震災により、Qスタ（当時宮城スタジアム）を含むグランディ・21全体が避難所、遺体安置所、救援物資搬送所として使用されることになった。ユアスタの損傷は使用可能の範囲とされたため、当初はQスタで開催予定だった4月29日の第8節浦和戦はユアスタで開催されることとなった。なお、この浦和戦が震災後初のホームゲーム、初のユアスタの使用行事となった。

### ホームゲーム開催地
| 年度    | Jリーグ | Jリーグ                     | Jリーグ杯 | 天皇杯    | ACL    | 備考                                                    |
| ------- | ------- | --------------------------- | --------- | --------- | ------ | ------------------------------------------------------- |
| 1999    | J2      | 仙台18                      | 仙台1     | 仙台1     | 不参加 |                                                         |
| 2000    | J2      | 仙台20                      | 仙台1     | -         | 不参加 |                                                         |
| 2001    | J2      | 仙台22                      | 仙台3     | 仙台1     | 不参加 |                                                         |
| 2002    | J1      | 仙台14、宮城ス1             | 仙台3     | 仙台2     | 不参加 |                                                         |
| 2003    | J1      | 仙台12、宮城ス3             | 仙台3     | 仙台1     | 不参加 |                                                         |
| 2004    | J2      | 仙台21、宮城ス1             | 不参加    | 仙台2     | 不参加 |                                                         |
| 2005    | J2      | 仙台22                      | 不参加    | 仙台1     | 不参加 |                                                         |
| 2006    | J2      | ユアスタ24                  | 不参加    | ユアスタ1 | 不参加 | 仙台：「ユアテックスタジアム仙台」に名称変更            |
| 2007    | J2      | ユアスタ23                  | 不参加    | ユアスタ1 | 不参加 |                                                         |
| 2008    | J2      | ユアスタ20、宮城ス1         | 不参加    | ユアスタ1 | 不参加 |                                                         |
| 2009    | J2      | ユアスタ14、宮城ス11、福島1 | 不参加    | ユアスタ2 | 不参加 | ユアスタの芝生張替えに伴い、6月末まで宮城ス・福島を使用 |
| 2010    | J1      | ユアスタ14、宮城ス3         | ユアスタ3 | ユアスタ1 | 不参加 |                                                         |
| 2011    | J1      | ユアスタ17                  | ユアスタ2 | ユアスタ2 | 不参加 | 東日本大震災の影響で、宮城スのJ1 1試合をユアスタに変更  |
| 2012    | J1      | ユアスタ17                  | ユアスタ4 | ユアスタ2 | 不参加 |                                                         |
| 2013    | J1      | ユアスタ16、宮城ス1         | ユアスタ1 | ユアスタ3 | 仙台 3 | ユアスタACLでは正式名称の「仙台スタジアム」を使用       |
| 2014    | J1      | ユアスタ17                  | ユアスタ3 | ユアスタ1 | 不参加 | 宮城ス：「ひとめぼれスタジアム宮城」に名称変更          |
| 2015    | J1      | ユアスタ17                  | ユアスタ3 | ユアスタ4 | 不参加 |                                                         |
| 2016    | J1      | ユアスタ17                  | ユアスタ3 | ユアスタ1 | 不参加 |                                                         |
| 2017    | J1      | ユアスタ17                  | ユアスタ4 | ユアスタ1 | 不参加 |                                                         |
| 2018    | J1      | ユアスタ17                  | ユアスタ4 | ユアスタ3 | 不参加 |                                                         |
| 2019    | J1      | ユアスタ17                  | ユアスタ4 | ユアスタ2 | 不参加 |                                                         |
| 2020    | J1      | ユアスタ17                  | ユアスタ1 | 不参加    | 不参加 | 宮城ス：「キューアンドエースタジアムみやぎ」に名称変更  |
| 2021    | J1      | ユアスタ19                  | ユアスタ3 | ユアスタ1 | 不参加 |                                                         |
| 2022    | J2      | ユアスタ21                  | 不参加    | ユアスタ1 | 不参加 |                                                         |
| 2023    | J2      | ユアスタ21                  | 不参加    | ユアスタ1 | 不参加 |                                                         |
| 2024    | J2      | ユアスタ19                  | -         | -         | 不参加 |                                                         |
| 2025    | J2      | ユアスタ10、Qスタ9          | -         | Qスタ1    | 不参加 | ユアスタの芝生張替えに伴い、6月中旬までQスタを使用      |
| (2026)  |         |                             |           |           |        |                                                         |
| 2026-27 |         |                             |           |           |        |                                                         |

### ブランメル仙台時代に使用された上記以外のスタジアム
- 宮城県サッカー場（現：みやぎ生協めぐみ野フットボール場）
- 宮城県陸上競技場（現：弘進ゴム アスリートパーク仙台）
- 岩沼市陸上競技場
- 岩手県営運動公園陸上競技場（現：純情産地いわてトラフィール）

### スタジアムDJ
- MiC（2019年 - ）

過去のスタジアムDJ
- ウィリー佐々木（1996年 - 1997年）
- 大坂ともお（1998年 - 2018年）
- ワッキー貝山（2007年、大坂の代役として）

## ベストマッチ

### Jリーグ表彰
各メディアに伝説の試合として多く挙げられるのが次の試合。①と②は Youtube Jリーグ公式チャンネルの「もう一度見たいあの試合」に選ばれており、②はJクロニクルベストの「ベストマッチ (10試合) 」、J30ベストアウォーズの「ベストマッチ (1試合) 」にも選ばれている。サッカーダイジェストにおいても2つは番記者セレクト名勝負ベスト3に選ばれている。
※対戦カード・開催スタジアムの表記は試合の行われた当時のもの。
|   | 対戦カード                                                            | 開催日/開催スタジアム                                      | 概要 | 動画                                                                                       | 試合データ |
| - | --------------------------------------------------------------------- | ---------------------------------------------------------- | --- | ------------------------------------------------------------------------------------------ | ---------- |
| ① | 2001 Jリーグ ディビジョン2 第44節 京都パープルサンガ 0-1 ベガルタ仙台 | 2001年11月18日Ⅰ 京都市西京極総合運動公園陸上競技場兼球技場 | 悲願のJ1初昇格試合。 最終節での首位京都と3位仙台の直接対決。東北地方のクラブとして初のJ1昇格が決定。                    | ハイライト - YouTube                                                                       | 公式記録   |
| ② | 2011 Jリーグ ディビジョン1 第7節 川崎フロンターレ 1-2 ベガルタ仙台    | 2011年4月23日 等々力陸上競技場                             | 東日本大震災に伴うリーグ戦中断明けの初戦。 クラブ自身も甚大な被害を受けた仙台が逆転勝利。等々力でのクラブ初勝利を記録。 | もう一度見たいあの試合 - YouTube Jクロニクルベスト - YouTube J30ベストアウォーズ - YouTube | 公式記録   |

### 復興応援試合
東日本大震災に伴うリーグ戦中断明けから始まった復興支援試合。仙台と川崎の再開初戦はJ30ベストアウォーズでベストマッチに選ばれた。
翌年から3.11より日付が一番近い試合は「復興応援試合」と銘打って大々的に行われる様になったが、クラブによっては「復興祈念試合」と謳う場合もある。
試合前の募金活動や被災者の無料招待等の支援活動が主であり、沢山のJリーグクラブが行った。10年経っても支援活動を続けているクラブはありその内容は多岐にわたる。
仙台も日頃のホームタウン活動において震災復興支援として下記の活動をしている。
- 選手被災地訪問
- 東日本大震災追悼式典参列
- 復興支援サッカーキャラバン
- 復興支援in石巻
- 宮城・東北Dream Project （被災地招待事業）
- こころもからだも元気Project
- 被災地商店街訪問

2016年には「5周年 復興祈念ユニフォーム」を着用。
2021年には新しく 『東日本大震災10年プロジェクト』 と標榜した活動をし選手達のユニフォームに「全ての仲間にありがとう。がんばろう!宮城·東北」と掲出し全試合で発信した。本年の対戦カードは10年前と同じ川崎。
毎年のトップチーム始動日には全員で被災地訪問をするのが恒例である。
対戦相手は同じ震災で被害を受けたチームもしくは違う災害を経験したチームになる事が多くテレビ中継率も高い。
※2015と2016シーズンは2ステージ制
|    | シーズン | 節                     | ホーム                 | スコア                 | アウェイ               | 中継                                       | 備考                   |
| -- | -------- | ---------------------- | ---------------------- | ---------------------- | ---------------------- | ------------------------------------------ | ---------------------- |
| J1 | 2011     | 第7節                  | 川崎                   | 1 - 2                  | 仙台                   | NHK BS1 スカパー! スカパー光 ひかりTV ｅ２ | 開催情報               |
| J1 | 2012     | 第1節                  | 仙台                   | 1 - 0                  | 鹿島                   | NHK総合 スカパー! スカパー光 ｅ２          | 開催情報               |
| J1 | 2013     | 第2節                  | 鹿島                   | 3 - 2                  | 仙台                   | NHK BS1 スカパー! ｽｶﾊﾟｰ!ﾌﾟﾚﾐｱﾑｻｰﾋﾞｽ        | 開催情報               |
| J1 | 2014     | 第2節                  | 鹿島                   | 2 - 0                  | 仙台                   | NHK BS1 スカパー! ｽｶﾊﾟｰ!ﾌﾟﾚﾐｱﾑｻｰﾋﾞｽ        | 開催情報               |
| J1 | 2015     | 1st第1節               | 仙台                   | 2 - 0                  | 山形                   | NHK(東北6県) スカパー! ｽｶﾊﾟｰ!ﾌﾟﾚﾐｱﾑｻｰﾋﾞｽ   | 開催情報               |
| J1 | 2016     | 1st第3節               | 仙台                   | 1 - 0                  | 鹿島                   | NHK総合 スカパー! ｽｶﾊﾟｰ!ﾌﾟﾚﾐｱﾑｻｰﾋﾞｽ        | 開催情報               |
| J1 | 2017     | 第3節                  | 仙台                   | 0 - 2                  | 神戸                   | DAZN サンテレビ                            | 開催情報               |
| J1 | 2018     | 第3節                  | 仙台                   | 1 - 1                  | 神戸                   | DAZN ミヤギテレビ サンテレビ（録）         | 開催情報               |
| J1 | 2019     | 第3節                  | 仙台                   | 1 - 3                  | 神戸                   | DAZN NHK BS1                               | 開催情報               |
| J1 | 2020     | コロナ禍により開催中止 | コロナ禍により開催中止 | コロナ禍により開催中止 | コロナ禍により開催中止 | コロナ禍により開催中止                     | コロナ禍により開催中止 |
| J1 | 2021     | 第2節                  | 仙台                   | 1 - 5                  | 川崎                   | DAZN 仙台放送 NHK BS1                      | 開催情報               |
| J2 | 2022     | 第4節                  | 仙台                   | 3 - 0                  | 盛岡                   | DAZN NHK BS1                               | 開催情報               |
| J2 | 2023     | 第4節                  | 仙台                   | 0 - 1                  | いわき                 | DAZN NHK BS1                               | 開催情報               |
| J2 | 2024     | 第3節                  | 仙台                   | 1 - 0                  | 水戸                   | DAZN 仙台放送                              | 開催情報               |
| J2 | 2025     | 第4節                  | 仙台                   | 1 - 1                  | 長崎                   | DAZN                                       | 開催情報               |

## ユニフォーム

### チームカラー
- ゴールド[1]、  ブルー[1]、  レッド[1]

### デザイン・配色
- シャツの首下（2011年 - 2014年は裾、2015年以降のモデルは右袖の「SENDAI」ロゴの両端）とソックス（2011年 - 2012年モデル以降は廃止）ならびにパンツの後ろには、織姫と彦星を意味する緑と黄色の星がアクセントとして刺繍もしくはプリントされている（これは1999年-2001年使用のベガルタ初代モデルから続いている）。
- フィールドプレーヤー用2ndユニフォームは白を基調としたモデルが多いが、2007年 - 2010年まではシャツ、パンツ、ストッキング共にシルバーを使用。2015年・2016年は、シャツ、ストッキングにそれぞれ青、パンツに白を使用。
- ゴールキーパー用ユニフォームは、1stユニフォームは2007年 - 2010年まで薄いピンク、2017年は鮮やかなピンクだったのを除き、赤（2018年 - 2020年は蛍光色）が採用されている。また緑色ユニフォームは2006年までと2013年 - 2014年に、水色ユニフォームは2007年 - 2014年と2018年に採用。グレーユニフォームは2006年まで採用されていたが2007年 - 2014年は設定がなかった。2015年に再びゴールキーパー用2ndユニフォームとしてグレーを採用。
- 2009年10月のリーグ戦ホームゲームでは、クラブ創設15周年を記念して黒をベースに右袖などにはベージュに近い金色を配した特別ユニフォームを着用（GKは、10月7日のみフィールドプレーヤー用1stユニフォームを着用）。2014年10月のリーグ戦ホームゲームも、クラブ創設20周年を記念して同じ配色の特別ユニフォームを着用した（前年12月に発表）。
- 2011年 - 2012年モデル以降はフィールドプレーヤー用1stユニフォームのストッキングが、青からゴールドに変更。なお対戦相手のユニフォームに合わせて青のストッキングも引き続き用意されている。
- 2015年シーズンよりアディダスジャパンとサプライヤー契約を結んだと発表[101]。サプライヤーの変更は、Jリーグに加盟した1999年以来となる。
- 2016年シーズンよりサマーユニフォームを開始している。
  - 2016年夏季のリーグ戦ホームゲームでは、東日本大震災から5年が経過し、その復興を祈念してベージュに近い金色をベースにした襟付きユニフォームを着用[102]。
  - 2017年夏季のコンセプトは、ユアテックスタジアム仙台開場20周年を記念して黒（ゴールキーパー用は赤）をベースに、ブランメル仙台の緑色とベガルタゴールドの襷掛けをデザイン。夏季のリーグ戦（およびヴィッセル神戸とのプレシーズンマッチ）ホームゲームで着用された[103][104]。
  - 2018年夏季のコンセプトは「一体感」。クラブ史上初となる試みで、ユニフォームスポンサーをゴールド一色に統一。7月下旬から8月のホームゲームで着用する[105][106]。
  - 2019年夏季のコンセプトは「闘志継承」。クラブ創立25周年を記念して黒と紺のボーダー柄をベースに、襟と袖にブランメルグリーンをあしらい、ネームナンバーのフォントはブランメル時代のフォントを再現。ブランメルエンブレムとベガルタエンブレムの特別なロゴもつき、クラブの歴史を感じるデザインとなっている[107][108]。
- 2019シーズンはJリーグ史上初めて、ユニフォームにマスコット（ベガッ太と妹のルターナ）の顔がデザインされている[109]。
- 2021シーズンは、2年ぶりにリミテッドユニフォームをリリース。ベガルタブルーをベースにしたデザインになっている。10月の広島戦より、ホームゲーム3試合で着用する[110][111]。
- 2022シーズンは、仙台の夏の風物詩 七夕まつりで願いを込める短冊がモチーフ。クラブ史上初のネイビーを基調とし真夏の夜空に輝く無数の短冊を表現。ホーム長崎戦、千葉戦で着用した[112]。
- 2025シーズンはベガルタ仙台初期のユニフォームをオマージュしたデザインを1stユニフォームに採用。

### ユニフォームスポンサー
| 掲出箇所   | スポンサー名     | 表記             | 掲出年      | 備考 |
| ---------- | ---------------- | ---------------- | ----------- | --- |
| 胸         | アイリスオーヤマ | IRIS IRIS OHYAMA | 2004年 -    | 2000年 - 2003年は背中上部に掲出 2000年 - 2003年は「アイリスオーヤマ」表記 2004年 - 2022年は「IRIS OHYAMA」表記 |
| 右鎖骨     | -                | -                | -           | |
| 左鎖骨     | SBI証券          | SBI証券          | 2025年4月 - | |
| 背中上部   | SBI証券          | SBI証券          | 2025年4月 - | |
| 背中下部   | -                | -                | -           | |
| 袖         | 七十七銀行       | 七十七銀行       | 1998年 -    | |
| パンツ前面 | マイナビ         | MN マイナビ      |             | 2021年 - 2022年は「マイナビ」表記                                                                              |
| パンツ背面 | 学校法人角川学園 | KADAN            | 2025年3月 - | |

### ユニフォームサプライヤ
- 1995年 - 1998年：TOPPER（カメイ・スポーツ）
- 1999年 - 2014年：アシックス
- 2015年 - 現在：アディダス

### 歴代ユニフォーム
| FP 1st      | FP 1st      | FP 1st      | FP 1st      | FP 1st      |
| ----------- | ----------- | ----------- | ----------- | ----------- |
| 1999 - 2001 | 2002 - 2003 | 2004 - 2006 | 2007 - 2008 | 2009 - 2010 |
| 2011 - 2012 | 2013 - 2014 | 2015        | 2016        | 2017        |
| 2018        | 2019        | 2020        | 2021        | 2022        |
| 2023        | 2024        | 2025 -      |             |             |
|             |             |             |             |             |

| FP 2nd      | FP 2nd      | FP 2nd      | FP 2nd      | FP 2nd      |
| ----------- | ----------- | ----------- | ----------- | ----------- |
| 1999 - 2001 | 2002 - 2003 | 2004 - 2006 | 2007 - 2008 | 2009 - 2010 |
| 2011 - 2012 | 2013 - 2014 | 2015        | 2016        | 2017        |
| 2018        | 2019        | 2020        | 2021        | 2022        |
| 2023        | 2024        | 2025 -      |             |             |
|             |             |             |             |             |

| FP Other          | FP Other          | FP Other                             | FP Other                     | FP Other          |
| ----------------- | ----------------- | ------------------------------------ | ---------------------------- | ----------------- |
| 2009 · 15周年記念 | 2014 · 20周年記念 | 2016 · 東日本大震災 · 5周年 復興祈念 | 2017 · ユアスタ · 20周年記念 | 2018 · SUMMER     |
| 2019 · 25周年記念 | 2021 · リミテッド | 2022 · リミテッド                    | 2024 · 30周年記念            | 2025 · リミテッド |
|                   |                   |                                      |                              |                   |

### 歴代ユニフォームスポンサー表記
| 年度 | 箇所             | 箇所       | 箇所                                         | 箇所                                   | 箇所                  | 箇所       | 箇所                 | 箇所           | サプライヤー |
| 年度 | 胸               | 左鎖骨     | 右鎖骨                                       | 背中上部                               | 背中下部              | 袖         | パンツ前面           | パンツ背面     | サプライヤー |
| 1998 | カニトップ       | （解禁前） | （解禁前）                                   | -                                      | （解禁前）            | 七十七銀行 | （解禁前）           | （解禁前）     | TOPPER       |
| 1999 | カニトップ       | （解禁前） | （解禁前）                                   | -                                      | （解禁前）            | 七十七銀行 | （解禁前）           | （解禁前）     | asics        |
| 2000 | カニトップ       | （解禁前） | （解禁前）                                   | アイリスオーヤマ                       | （解禁前）            | 七十七銀行 | （解禁前）           | （解禁前）     | asics        |
| 2001 | カニトップ       | （解禁前） | （解禁前）                                   | アイリスオーヤマ                       | （解禁前）            | 七十七銀行 | （解禁前）           | （解禁前）     | asics        |
| 2002 | カニトップ       | （解禁前） | （解禁前）                                   | アイリスオーヤマ                       | （解禁前）            | 七十七銀行 | PIZZA STRAWBERRYCONS | （解禁前）     | asics        |
| 2003 | カニトップ       | （解禁前） | （解禁前）                                   | アイリスオーヤマ                       | （解禁前）            | 七十七銀行 | PIZZA STRAWBERRYCONS | （解禁前）     | asics        |
| 2004 | IRIS OHYAMA      | （解禁前） | （解禁前）                                   | Workin                                 | （解禁前）            | 七十七銀行 | 仙台進学プラザ       | （解禁前）     | asics        |
| 2005 | IRIS OHYAMA      | （解禁前） | （解禁前）                                   | Workin                                 | （解禁前）            | 七十七銀行 | 仙台進学プラザ       | （解禁前）     | asics        |
| 2006 | IRIS OHYAMA      | （解禁前） | （解禁前）                                   | Workin                                 | （解禁前）            | 七十七銀行 | 仙台進学プラザ       | （解禁前）     | asics        |
| 2007 | IRIS OHYAMA      | （解禁前） | （解禁前）                                   | （9月-） NEC/TOKIN                     | （解禁前）            | 七十七銀行 | 仙台進学プラザ       | （解禁前）     | asics        |
| 2008 | IRIS OHYAMA      | （解禁前） | （解禁前）                                   | NEC/TOKIN                              | （解禁前）            | 七十七銀行 | -                    | （解禁前）     | asics        |
| 2009 | IRIS OHYAMA      | （解禁前） | （解禁前）                                   | やまや                                 | （解禁前）            | 七十七銀行 | （4月-） 阿部かま    | （解禁前）     | asics        |
| 2010 | IRIS OHYAMA      | （解禁前） | （解禁前）                                   | やまや                                 | （解禁前）            | 七十七銀行 | 阿部かま             | （解禁前）     | asics        |
| 2011 | IRIS OHYAMA      | （解禁前） | （解禁前）                                   | やまや                                 | （解禁前）            | 七十七銀行 | 阿部かま             | （解禁前）     | asics        |
| 2012 | IRIS OHYAMA      | （解禁前） | （解禁前）                                   | やまや                                 | （解禁前）            | 七十七銀行 | 阿部かま             | （解禁前）     | asics        |
| 2013 | IRIS OHYAMA      | （解禁前） | （解禁前）                                   | やまや                                 | （解禁前）            | 七十七銀行 | 阿部かま             | （解禁前）     | asics        |
| 2014 | IRIS OHYAMA      | （解禁前） | （解禁前）                                   | やまや                                 | （解禁前）            | 七十七銀行 | 阿部かま             | （解禁前）     | asics        |
| 2015 | IRIS OHYAMA      | （解禁前） | （解禁前）                                   | やまや                                 | （解禁前）            | 七十七銀行 | 阿部かま             | （解禁前）     | adidas       |
| 2016 | IRIS OHYAMA      | （解禁前） | （解禁前）                                   | やまや                                 | （4月-） セルコホーム | 七十七銀行 | KADAN                | （解禁前）     | adidas       |
| 2017 | IRIS OHYAMA      | （解禁前） | （解禁前）                                   | やまや                                 | セルコホーム          | 七十七銀行 | KADAN                | （解禁前）     | adidas       |
| 2018 | IRIS OHYAMA      | -          | -                                            | やまや                                 | -                     | 七十七銀行 | KADAN                | （解禁前）     | adidas       |
| 2019 | IRIS OHYAMA      | -          | -                                            | やまや                                 | KADAN                 | 七十七銀行 | HASHIMOTOTEN         | （解禁前）     | adidas       |
| 2020 | IRIS OHYAMA      | -          | -                                            | やまや                                 | KADAN                 | 七十七銀行 | HASHIMOTOTEN         | -              | adidas       |
| 2021 | IRIS OHYAMA      | SVC!       | -                                            | やまや                                 | -                     | 七十七銀行 | マイナビ             | （3月-） KADAN | adidas       |
| 2022 | IRIS OHYAMA      | SVC!       | 木下グループ ※通常 木下のリフォーム ※Limited | 木下グループ ※通常 木下不動産 ※Limited | -                     | 七十七銀行 | マイナビ             | SEPTENI        | adidas       |
| 2023 | IRIS IRIS OHYAMA | SVC!       | 木下工務店 KINOSHITA GROUP                   | 木下グループ KINOSHITA GROUP           | -                     | 七十七銀行 | MN マイナビ          | SEPTENI        | adidas       |
| 2024 | IRIS             | -          | 木下工務店 KINOSHITA GROUP                   | 木下グループ KINOSHITA GROUP           | -                     | 七十七銀行 | MN マイナビ          | -              | adidas       |
| 2025 | IRIS             | -          | (4月-) SBI証券                               | (4月-) SBI証券                         | -                     | 七十七銀行 | MN マイナビ          | （3月-） KADAN | adidas       |

## マスコット
- ベガッ太
  - クラブ名の由来であるアルタイル（彦星）が属する「わし座」にちなみ、ギリシア神話で「勝利をもたらす」としてエンブレムにも用いられる鷲をモチーフとしている。名前は一般公募で決定。 マスコットらしからぬふてぶてしさといたずら好きな性格でサッカーファンから愛され、毎日更新されるブログ[113]、X[114]は人気がある。
- ルターナ
  - ベガッ太の妹。チーム名の由来である仙台の夏の風物詩「仙台七夕」から、ベガ（織姫）とアルタイル（彦星）の「ルタ」、七夕（たなばた）の「ターナ」、仙台七夕まつりの開催日で誕生日でもある8月7日の「ナ」を組み合わせた、女の子らしい名前として命名。以前はクラブ公式Xで「#ルターナ」を添えて発信していたが、2023年6月1日に自身のXアカウントを開設した[115]。

## サポーター

### 応援スタイル
ユアテックスタジアム仙台で行われるリーグ戦では、（メインスタンドから見て）左側のゴール裏スタンドからバックスタンドの一部に渡る部分が「サポーター自由席」と称されており、ここをメインに応援が行われている。特に、ゲート入り口から最前列までのスタンド部分に、熱心なサポーターが集まっている。なお、この席ではチームカラーである黄色（「ベガルタゴールド」と呼ばれる）の服（ユニフォームのレプリカ、パーカー、Tシャツ等）を着用するのが「暗黙のルール」とされている。
コールリーダーは、サポーター自由席のバックスタンド側に位置し、戦況によって応援指示を行う。
コールリーダーのいる位置には、サポーター有志によって設置されたマイクがあり、ゴール裏スタンド中央部に設置されているスピーカーに音声が出るようになっている。これによって音声のずれが生じることなくサポーター自由席での一体感のある応援を行うことが可能となる。
仙台サポーターのチャントは他サポの模倣ではなく、ロック調の楽曲をアレンジしたものが多い。
ユアテックスタジアム仙台は観客席全てに屋根がかかっている構造になっており、声が屋根に反響する効果がある。メガホンなどの鳴り物グッズを使ってしまうと屋根によって声援がかき消されてしまうため、応援時のメガホン使用が禁止されている。また、ベガルタ仙台のグッズのラインナップにもメガホンが用意されていない。J2初期の頃は、メガホンも販売されていたが上記の理由からサポーターが運営会社に販売中止を申し入れている。
荒木飛呂彦氏の出身地の為、ジョジョをモチーフにした旗も見受けられる。

### 選手入場曲
- ファンファーレ 闘志躍動（コラボレーション企画の一環として仙台フィルハーモニー管弦楽団から提供された。）

### チームチャント
| チャント               | 使用 年 | 原曲                                                         | 備考 |
| ---------------------- | ------- | ------------------------------------------------------------ | --- |
| カントリーロード       |         | John Denver「Take Me Home, Country Roads」                   | フェアプレーフラッグ入場時および選手入場時に、上述のファンファーレに続いて歌われる。 テンポアップしたらタオルマフラーを頭上で振り回す。 |
| TWISTED                |         | Twisted Sister「We're Not Gonna Take It」                    | 仙台発祥のチャントであるが、ドイツ1部ブンデスリーガなど欧州や東南アジアのクラブでも応援歌として採用されている。 2008年J2第43節アウェイ横浜FC戦で仙台サポーターが本チャントを歌う映像はYouTubeで170万回以上再生されている。 東日本大震災後には国内外から励ましのコメントが同動画に寄せられたほか、原曲を歌うバンドTwisted Sisterの公式サイトで同動画が紹介された。 tbc「ウォッチン!みやぎ」のスポーツコーナーのBGMとしても使用される。 |
| レッツゴー             |         | Ramones「Blitzkrieg Bop」                                    | 攻撃時に歌われる。 |
| シャンゼリゼ           |         | Joe Dassin「Les Champs-Élysées」                             | 得点時および勝利後の選手挨拶（セレブレーション）時に歌われる。 森山佳郎監督の発案で、2024年以降は選手数名がチャントに合わせて「勝利のダンス」を披露するのが勝利後の恒例となった。 |
| AURA                   |         | AURA「愛・オーランド」                                       | 勝利した試合のみ、試合後の応援の締めに歌われる。 2011年7月31日のJ1第19節ホーム柏戦にAURAが来場し、試合前に特別ライブを行った。試合は0-0の引き分けであった。2019年6月1日のJ1第14節ホーム名古屋戦にAURAが再度来場し、試合前に「愛・オーランド」を披露した。試合は3-1で仙台が勝利した。 |
| C'mon                  |         | LAUGHIN' NOSE「C'mon Everybody C'mon」                       | 仙台サポーター側に向かって攻める場面で歌われる。 LAUGHIN' NOSEのボーカルCHARMYは宮城県気仙沼市出身である。 |
| トイドールズ           |         | Toy Dolls「The Lambrusco Kid」                               | 後半開始時に歌われることが多い。 |
| COBRA                  |         | COBRA「やっちまえ！POPSTAR」                                 | |
| KISS                   |         | KISS「I Was Made For Lovin' You」                            | |
| 電光石火               |         | THE BLUE HEARTS「電光石火」                                  | |
| Flashdance             |         | Irene Cara「Flashdance... What a Feeling」                   | 両手を上下左右に動かす振り付けが存在する。 仙台サポーターから離れる方向に攻める場面では「We are 仙台」に、仙台サポーター側に向かって攻める場面では「Come on 仙台」に歌詞が変化する。 |
| 仙台カモン             |         | STANCE PUNKS「モニー・モニー・モニー」                       | |
| FORZA                  |         |                                                              | 両手を挙げて左右に動かす振り付けが存在する。 |
| SA                     |         | SA「NAUGHTY BOYS」                                           | |
| Let it go!             |         | チン☆パラ「Let it go!」                                      | |
| ベガルタオーレ         |         |                                                              | 試合前のアップ時に歌われる。 |
| 千葉くんタイム         |         |                                                              | 大量得点時に歌われる。 |
| スタンディング・仙台   | 2008-   | 氣志團「スウィンギン・ニッポン」「スタンディング・ニッポン」 | 原曲・チャント共に、仙台市出身の漫画家荒木飛呂彦の代表作「ジョジョの奇妙な冒険」からの引用が歌詞中に含まれる。 熊林親吾の個人チャントを転用し、2010年まではチームチャント「スウィンギン・仙台」として歌われていた。震災直後の2011年5月に、氣志團がチャントを逆カバーした楽曲「スタンディング・センダイ」が無料配信された。同年7月2日のJ1第2節ホーム名古屋戦に氣志團が来場し、ハーフタイムに同楽曲が披露された。                       |
| 刃                     | 2012-   | THE BACK HORN「刃」                                          | |
| GET THE GLORY          | 2012-   | LAUGHIN' NOSE「GET THE GLORY」                               | ビルドアップ時に用いられる。手拍子のみのチャント。 LAUGHIN' NOSEのボーカルCHARMYは宮城県気仙沼市出身である。 |
| ラリーゴー             | 2012-   | SA「RALLY-HO!」                                              | AFCチャンピオンズリーグ専用チャント。 |
| Why                    | 2013-   | The Offspring「Why Don't You Get a Job?」                    | |
| シャム                 | 2014-   | Sham 69「That's Life」                                       | |
| 魂こがして             | 2014-   | ARB「魂こがして」                                            | |
| 仙台に捧ぐ             | 2017-   | SA「青春に捧ぐ」                                             | |
| Together               | 2018-   | SA「STORM RIDER」                                            | |
| アレ仙台               | 2019-   | STRONG STYLE「口笛吹いて」                                   | |
| マジックアワー         | 2022-   | SA「マジックアワーがきこえるかい」                           | |
| ROCKAWAY               | 2022-   | THE MODS「ROCKAWAY」                                         | 勝利した場合に試合終了直後に歌われる。 |
| 我ら思う、故に我ら在り | 2024-   | 氣志團「我ら思う、故に我ら在り」                             | |
| TAMA GOLD              | 2025-   | Ai PUNK MADONNA「おれ達ワークマン 〜CRAZY 労働 DAYS〜」      | |
| Fight                  | 2025-   | ニューロティカ「Fight! ～Best Fight～」                      | |

### 選手チャント

#### 現所属選手
| Pos. | No. | 選手名       | 使用開始年 | 原曲                                  | 備考 |
| ---- | --- | ------------ | ---------- | ------------------------------------- | --- |
| GK   | 33  | 林彰洋       | 2023       | LION BROTHERS「LION FIGHT ～獅闘～」  | 旧チャントの原曲は新田洋「行け!タイガーマスク」。 2025年J2第17節いわき戦から現行チャント。              |
| DF   | 2   | 髙田椋汰     | 2024       | Stage Bottles「One World - One Crew」 | |
| DF   | 5   | 菅田真啓     | 2023       | 倉田てつを「仮面ライダーBLACK」       | |
| DF   | 25  | 真瀬拓海     | 2023       | SA「FLY FLY FLY」                     | 2023年J2第4節いわき戦までの旧チャントの原曲はTHE SESELAGEES「立ってた」。 第5節群馬戦から現行チャント。 |
| MF   | 10  | 鎌田大夢     | 2023       | Fungus「IS BAD?」                     | 永戸勝也転用。 「(対戦クラブ名)仕留めようぜ」という一節があり、対戦クラブごとに歌詞が変化する。         |
| MF   | 11  | 郷家友太     | 2023       |                                       | 佐藤寿人転用。                                                                                          |
| MF   | 11  | 郷家友太     | 2025       | ニューロティカ「DRINKIN' BOYS」       | 2025年J2第2節徳島戦から歌われる。                                                                       |
| MF   | 14  | 相良竜之介   | 2024       | バンバンバザール「走れ！ハイエース」  | |
| MF   | 17  | 工藤蒼生     | 2024       | THE NUGGETS「ハートビートナイター」   | |
| MF   | 27  | オナイウ情滋 | 2025       | マッチョ29「Training Fighter」        | |
| FW   | 9   | エロン       | 2025       | The Offspring「Hit That」             | ウイルソン転用。                                                                                        |
| FW   | 99  | 宮崎鴻       | 2025       | THE MODS「PRISONER(野獣を野に放て)」  | 山下芳輝、中原貴之転用。                                                                                |

#### 過去に在籍した選手
| 選手名                                                         | 原曲                                                   | 備考 |
| -------------------------------------------------------------- | ------------------------------------------------------ | --- |
| 平聡                                                           | 野猿「叫び」                                           | |
| 瀬川誠                                                         | 松坂慶子・風間杜夫・平田満「蒲田行進曲」               | |
| 阿部良則 - 藤吉信次 - 大柴克友 - フェルナンジーニョ - 石原直樹 | 橋幸夫「恋のメキシカンロック」                         | 阿部：2001年在籍の川崎Fでも同チャントを使用。 |
| 小林康剛 - 財前宣之 - 佐藤由紀彦 - 中島元彦                    | ゴダイゴ「ビューティフル・ネーム」                     | 小林：2002 - 2003年在籍の川崎Fでも同チャントを使用。 |
| 越後和男 - 山田隆裕 - 三田啓貴                                 | BOØWY「Dreamin'」                                      | |
| 水内猛                                                         | 荻野目洋子「恋してカリビアン」                         | |
| マルコス - 萬代宏樹 - ウイルソン - 富樫敬真                    | Bay City Rollers「Saturday Night」                     | |
| 岩本輝雄 - 遠藤康                                              | Hi-STANDARD「SHY BOY」                                 | |
| 中村伸                                                         | Bon Jovi「Livin' on a Prayer」                         | |
| 福永泰 - 松下年宏 - 西村拓真                                   | 真島昌利「Go! Go! ヘドロマン」                         | ベッチーニョ（フジタ / 平塚）転用。 両隣の観客と肩を組み、ジャンプで左右に移動する。 梁：「梁ダンス」としては約20年間使用され、仙台を象徴する応援歌として長年サポーターに愛された。 |
| シルビーニョ - 梁勇基                                          |                                                        | |
| 山下芳輝 - 中原貴之 - （宮崎鴻）                               | THE MODS「PRISONER(野獣を野に放て)」                   | |
| 佐藤寿人 - ジャーメイン良 - （郷家友太）                       |                                                        | |
| 阿部敏之 - 永井篤志 - 角田誠                                   | アメリカ民謡「ゆかいな牧場」                           | |
| ボルジェス                                                     | GOING STEADY「愛しておくれ」                           | |
| ボルジェス - 赤嶺真吾 - 富樫敬真                               | THE BLUE HEARTS「1000のバイオリン」                    | 赤嶺：2016 - 2020年在籍の岡山でも同チャントを使用。 |
| チアゴ・ネーヴィス                                             | キグルミ「たらこ・たらこ・たらこ」                     | |
| 熊林親吾 - スウィンギン・仙台 - （スタンディング・仙台）       | 氣志團「スウィンギン・ニッポン」                       | |
| ロペス                                                         | 爆風スランプ「涙2 (LOVEヴァージョン)」                 | |
| ロペス                                                         | DJ OZMA「アゲ♂アゲ♂EVERY☆騎士」                        | |
| ジョニウソン                                                   | ブラジル在籍時のジョニウソンのチャント                 | |
| 岡山一成                                                       | 360°モンキーズが歌うバース（阪神）のヒッティングテーマ | 「岡山劇場」ではおもちゃのバットを使ったパフォーマンスが行われた。 |
| マルセロ・ソアレス                                             | えび「保険人生おくれ」                                 | |
| 平瀬智行                                                       | ロート製薬のオープニングキャッチ                       | |
| 平瀬智行                                                       | SA「GET UP! WARRIORS」                                 | |
| 中島裕希                                                       | JUN SKY WALKER(S)「歩いてゆこう」                      | |
| 林卓人                                                         | アントニオ猪木「炎のファイター 〜INOKI BOM-BA-YE〜」   | |
| 角田誠                                                         | 角田信朗「よっしゃあ漢唄」                             | 2015年の川崎F移籍後も同チャントを使用（歌詞一部変更）。 |
| 柳沢敦                                                         | ザ・クロマニヨンズ「ひらきっぱなし」                   | |
| ウイルソン - （エロン）                                        | The Offspring「Hit That」                              | |
| 野沢拓也 - 松下佳貴                                            | THE POGO ｢ESCAPE」                                     | |
| 奥埜博亮                                                       | LAUGHIN' NOSE「LAST TEEN」                             | |
| 菅井直樹                                                       | CLUB PRINCE「チューナイ!!」                            | |
| 菅井直樹                                                       | THE BOLDIES「Killer-Oh」                               | |
| 菅井直樹                                                       |                                                        | |
| 関口訓充                                                       | ザ・クロマニヨンズ「ギリギリガガンガン」               | |
| 関口訓充                                                       |                                                        | |
| ハモン・ロペス                                                 | MAN WITH A MISSION「FLY AGAIN」                        | |
| 富田晋伍                                                       |                                                        | |
| 蜂須賀孝治                                                     |                                                        | |
| シュミット・ダニエル                                           | FIELD OF VIEW「DAN DAN 心魅かれてく」                  | |
| 小畑裕馬                                                       |                                                        | |
| 中島元彦                                                       | SA「NEW FIRST STEP」                                   | |
| 中山仁斗                                                       | 氣志團「No Rain, No Rainbow」                          | |
| 内田裕斗                                                       | 村松とおる「お前は虎になれ」                           | |

## メディア

### 試合中継

#### ビデオ・オン・デマンド
- DAZN
  - ホーム戦の実況は仙台放送アナウンサー（金澤聡、下山由城）、インタビュアーは村林いづみが担当する。
  - Jリーグオンラインストアで仙台のDAZN年間視聴パスを購入すると、料金の一部が強化費用としてクラブに還元される[129]。
  - DMM×DAZNホーダイ「ベガルタ仙台パック」を購入すると、DAZN Standardに加えDMMプレミアムのコンテンツを視聴できるほか、料金の一部がクラブの強化支援金に充てられる。

#### テレビ
- NHK仙台放送局
  - ホーム・アウェイ合わせて年間3～4試合を中継する。アウェイゲームの場合、地元局の実況解説を仙台局のものに差し替えることがある。
  - 開幕戦、みちのくダービー、2024J1昇格プレーオフなど、注目度の高いビジターゲームのパブリックビューイングが行われる場合がある。会場の定禅寺メディアステーション（NHK仙台放送会館 1階）には280インチの大型ディスプレイが設置されている。クラブOBを招いてのトークセッションなども併せて催される[130]。
  - 2024J1昇格プレーオフ決勝の岡山戦は、地上波（NHK総合）に加えてNHK-BSでも生中継された。
- 東北放送
  - 解説はブランメル時代から2007年シーズンまで松原悟（東北学院大サッカー部監督）が務めており他には鈴木正治や岩本輝雄も担当、2008年と2009年のリーグ最終戦はTBSが主な活動の場としている金田喜稔が務めた。2009年6月にベガルタ初代監督の鈴木武一が登場、実況は佐藤修・石黒新平（圭三プロ→ニッポン放送→RFラジオ日本契約アナ→広島ホームテレビ）・小林徹夫（現KBC）・大井健郎（現・報道記者）。2007年からは守屋周が2008年途中から飯野雅人と松尾武が担当、また2007年からはスカパー!においてホームゲーム中継を制作しており2007年は元仙台放送の下田恒幸が実況。2008年は前述の守屋・飯野・松尾が2009年は主に松尾、2010年からは松尾と守屋が交互で担当している。※2008年3月の草津戦は下田が担当した（この日はプロ野球・東北楽天ゴールデンイーグルスのホーム開幕戦をテレビ・ラジオで中継したための人員不足と思われる）、第1期J1時代に仙台で行われた鹿島戦を全国ネットした経験がある（TBS主導）横浜国際総合競技場で行われた横浜FM戦はTBSが製作する映像を見ながら応援実況の形式で放送されたこともある。2008年は4月に放送された鳥栖戦が編成の関係上、深夜の放送となりスカパー!と同じスタッフで放送されたため解説の鈴木武一とリポーター担当でフリーの村林いづみが同局テレビ中継初登場となった、中継スタイルとしてはハーフタイムにCMを多くいれるケースが目立ち放送席の顔出しが全くない。なお2010年以降、地上波での中継は行っていない。
- 仙台放送
  - 解説は単発契約なのか固定されていない、実況はブランメル時代に1試合だけ浅見博幸が担当。以降2005年まで下田恒幸（現フリー）が務めていたのは有名、試合開始前には必ず「下田恒幸が心を込めてお伝えします」のフレーズがあった。下田退社後は金澤聡が担当している、そのためか金澤がキャスターを務める番組名を冠して「スポルたん!LIVE Special」のタイトルで放送されており試合直後のユアスタ内で「スポルたん!LIVE」の中継をしたこともある。下田退社後の中継では在仙局としては珍しくダブル解説で行うことが多い、ベガルタがJ1に復帰した2010年シーズンはフジテレビワンツーネクストで放送されるヤマザキナビスコカップにて仙台放送中継の全国進出（2003年シーズンに経験あり）が期待されたが予選リーグ唯一のホームゲーム中継だったFC東京戦では技術協力に留まった。が、10月の決勝トーナメント磐田戦は解説：清水秀彦・実況：金澤聡・リポーター：広瀬修一の体制でフジテレビワンツーネクストと仙台放送に中継された。2007年シーズンのSKY PerfecTV!山形ホームゲーム中継を制作していた（2008年からは山形テレビが担当）。
- ミヤギテレビ
  - 2000年ごろからセルジオ越後が解説を務めていたが、仙台放送と同じく単発契約で固定されていない。実況はブランメルのジャパンフットボールリーグ(JFL)昇格決定試合（愛知県刈谷市で行われ系列の中京テレビが技術協力した）を竹鼻純が、ブランメル時代から2006年まで三雲茂晴が担当していた。2007年は柳瀬洋平が実況を務めていたが、2008年より夕方のニュースキャスター就任に伴い再び三雲が担当。しかし2009年は外賀幸一が担当した。（2010年シーズンからは中継なし）2001年J1昇格を決めた京都戦（西京極）は同局で放送され岩瀬裕子がリポーターで乗り込みKBS京都の製作で放送された、なおテロップはミヤギテレビ独自のものを使用。2002年はアウェイの東京V戦を日本テレビの製作で生中継、（日テレは深夜録画放送）こちらも岩瀬がリポーターとして登場した。2008年途中から字幕テロップが日テレとほぼ同形となった（当局初お目見えは9月の仙台カップ国際ユース大会）。因みにリポーターは相手地域に放送されるされないに関わらず相手チームにも配するケースが多い。
- 東日本放送
  - 解説はかつて宮本征勝・原博実・清水秀彦が務め、2010年より高桑大二朗が担当。2015年は城福浩[注 17] が出演した。実況はブランメル1年目のみ熊谷博之が務めた後、現在まで加川潤が実況を担当している。

ラジオ
- ラジオ3
  - 宮城県内のコミュニティ放送局（FMいずみ、BAY WAVE（塩竈市）、FMいわぬま、ラジオ石巻）にネット配信されることがある。当初はアウェイ戦のみで、2010年よりホーム戦も中継したが、2015年からアウェイ戦のみに戻った（RADIO3はこれは製作費の不足によるものであるとし、クラウドファンディングによる資金集めを試みたが、不成立に終わった[131]）。2020年は新型コロナウイルス感染症の影響により、リーグ再開後から翌21年までホーム戦のみの中継となった。2022年からホーム戦に加え多くのアウェイ戦（主に近隣の東北、関東）も中継していたが、2024年はホーム19試合中15試合の放送に減少。また、同局は長年にわたりベガルタの応援番組も放送している。
- tbcラジオ（tbc東北放送）
  - 年1回ほど、2007年までホームゲームの中継をしていた（最近はみちのくダービーの中継のみ）2008年以降のリーグ戦は全く中継しなかったが2008年12月10日のホームで行なわれた磐田との入れ替え戦を中継した。2010年は7月にホームで行われたプレシーズンマッチ浦項戦とアウェイで行われた山形戦を実況中継した（山形戦はYBCラジオが製作したものを放送、TBCからは松尾武アナウンサーがリポーターとして派遣された）。2011年は中継は行わず、2012年は9月に首位攻防戦のアウェイ広島戦を（RCCラジオが制作したものを放送）、11月にはホーム新潟戦を放送した。

### YouTube
- vegaltachannel
  - クラブ公式YouTubeチャンネル。主なコンテンツは以下の通り[132]。
    - 広報カメラ - 試合の舞台裏や練習の雰囲気、裏方スタッフの仕事ぶりを紹介する人気コンテンツ。2020年に配信が配信された[133]。
    - VEGALTA CHANNEL☆RADIO - 選手インタビュー、クラブ情報を配信する音声コンテンツ。ナビゲーターは及川アキヒロ[134]。
    - 試合ハイライト - 試合終了後、24時頃に配信される。
    - EXCLUSIVE - 仙台のプレーに焦点を当てた要約版のハイライト。同じく24時ごろに配信。
- VEGALTA SOCIO MAGAZINE
  - ファンクラブ会員限定の公式ウェブマガジン「SOCIO MAGAZINE」のYouTubeチャンネル。
  - 選手やスタッフへのインタビュー、スタジアムやイベントの情報、地域連携活動などについて独自取材で伝えている[135]。
  - YouTubeの動画はファンクラブ会員以外も視聴可能である。

### コラボレーション
- 緑仙 - 以下の2曲をベガルタ仙台応援ソングとして制作、配信。
  - 2023年「WE ARE YOU」[136]
  - 2024年「Blowin' Wind is blowin'」- クラブ設立30周年を記念。[137]
- ベガルタ仙台 応援アンバサダー
  - いぎなり東北産 - 2022年就任。ホームゲームに来場しライブを行ったほか、メンバーと一緒に試合を観戦できるコラボチケットやコラボグッズも販売した[138]。
  - 神堂きょうか - 2022年就任。自身のSNSチャンネルで試合観戦やキャンプレポートの動画を公開したほか[139]、ホームゲームに来場しスタジアムグルメの1日店長を務めた。
  - MONKEY MAJIK - 2009年にベガルタ仙台日加親善大使に就任。2019年J1第17節札幌戦でライブを行った。2023年アンバサダー就任。ホームゲームに来場しトークイベントに出演した[140]。仙台市出身のドラムスTAXは熱狂的なサポーターとして知られる。
- 森山あすか
  - 父の森山佳郎が監督に就任した2024年から、スタジアムでの観戦Vlogを自身のYouTubeに投稿している。
  - ファンとの忘年会に父と共に参加したほか、スタジアムグルメの一日店長などを務めた[141][142]。

### テレビ

#### 現在放送中の番組
- 東北放送
  - ヒーローインタビュー - 毎週日曜 00:28 - 00:43
- 仙台放送
  - スポルたん！RISE - 毎週土曜 11:25 - 11:50
- ミヤギテレビ
  - ミヤテレスタジアム - 毎週日曜 16:55 - 17:25
  - OH!バンデス第1・2部「KICK OFF! MIYAGI」- 毎週月曜 15:48 - 17:53 内の約15分
- 東日本放送
  - VIVA!VEGALTA - 毎週木曜 23:10 - 23:15[143]
  - サンデーチャージ!&スポーツ - 毎週日曜 16:30 - 17:25
- その他
  - 杜モリ☆スポーツ！ - 毎週平日 23:00 - 23:30 ほか、J:COMチャンネル仙台 [144]

#### 過去に放送された番組
- FAN!FUN!!VEGALTA!!!（2013年4月 - 2019年12月、J:COM仙台）
- ベガchan!（ - 2018年3月、東日本放送）
- もえスポ（2018年3月24日 - 2022年3月27日、東日本放送）
- KICK OFF! MIYAGI（2023年4月1日 - 2025年3月29日、東日本放送）[145]

### ラジオ
- GoGoはみみこい ラジオな気分「イチオシベガルタ」（不定期、tbcラジオ）
- 週刊ベガトーク！！～ベガルタ仙台応援ラジオ（毎週木曜 18:00 - 18:30、fmいずみ）[146]
- Vega-style☆Gold（2021年3月21日 - 2024年11月8日・12月13日、ラジオ3）

### 映画
- 旅するボール（2013年）- Jリーグ20周年特別ショートフィルム[147]
- Vegalta: Soccer, Tsunami and the Hope of a Nation（2017年）[148]
- 弥生、三月 -君を愛した30年-（2020年、東宝）- 撮影協力[149]

## 社会連携活動
チーム発足直後より、仙台市若林区荒井には市民後援会運営の「べがる田」がある。2021年7月に「七ヶ宿空き家再生プロジェクト：ベガルタハウスをつくろう」をスタート。これは、SDGs基本指針の目標11「住み続けられるまちづくりを」、目標17「パートナーシップで目標を達成しよう」に即した社会連携活動である。2022 Jリーグシャレン！アウォーズにおいて一般投票（TwitterによるRT数） で1位を獲得するなど反響は大きく、申請すれば宿泊も可能。（ベガッ太ブログ にて最新情報は見られる。）
他のSDGs活動としてはタイの子供たちにユニフォームを寄贈したり、松川だるまや涌谷町の黄金レモンとコラボレーション。

## 決算
ベガルタ仙台の決算は、下記のとおり。

### 損益
| 年度 | 収入  | 広告料 | 入場料 | 配分 | その他 | 費用  | 事業費 | 人件費 | 管理費 | 利益 | 純利益 |
| ---- | ----- | ------ | ------ | ---- | ------ | ----- | ------ | ------ | ------ | ---- | ------ |
| 2005 | 1,607 | 425    | 655    | 138  | 389    | 1,948 | 1,741  | 1,091  | 207    | -341 | -162   |
| 2006 | 1,609 | 440    | 675    | 117  | 377    | 1,685 | 1,498  | 798    | 187    | -76  | 26     |
| 2007 | 1,543 | 399    | 658    | 124  | 362    | 1,601 | 1,389  | 732    | 212    | -58  | 6      |
| 2008 | 1,421 | 394    | 568    | 126  | 333    | 1,467 | 1,239  | 606    | 228    | -46  | 34     |
| 2009 | 1,529 | 427    | 541    | 142  | 419    | 1,651 | 1,428  | 711    | 223    | -122 | -98    |
| 2010 | 2,041 | 611    | 790    | 233  | 407    | 1,863 | 1,593  | 858    | 270    | 178  | 192    |

出典: 各年度のJクラブ決算一覧。
2005、
2006、
2007、
2008、
2009、
2010
金額の単位: 百万円
人件費は事業費に含まれる。
| 年度 | 収益  | 広告料 | 入場料 | 配分 | 育成 | その他 | 費用  | 人件費 | 試合 | トップ | 育成 | 女子 | 販売 | 利益 | 純利益 |
| ---- | ----- | ------ | ------ | ---- | ---- | ------ | ----- | ------ | ---- | ------ | ---- | ---- | ---- | ---- | ------ |
| 2011 | 2,097 | 682    | 689    | 238  | 67   | 421    | 2,038 | 1,007  | 117  | 150    | 71   | 0    | 693  | 59   | 59     |
| 2012 | 2,303 | 770    | 764    | 248  | 86   | 435    | 2,271 | 1,079  | 132  | 190    | 75   | 26   | 769  | 32   | 32     |
| 2013 | 2,429 | 901    | 757    | 225  | 88   | 458    | 2,431 | 1,169  | 144  | 189    | 68   | 56   | 805  | -2   | 9      |
| 2014 | 2,249 | 922    | 660    | 203  | 96   | 368    | 2,377 | 1,141  | 125  | 194    | 62   | 44   | 811  | -128 | -107   |
| 2015 | 2,239 | 909    | 660    | 201  | 91   | 378    | 2,222 | 1,031  | 118  | 169    | 58   | 44   | 802  | 17   | 35     |

出典: 各年度のJクラブ決算一覧。
2011、
2012、
2013、
2014、
2015
金額の単位: 百万円
| 年度 | 収益  | 広告料 | 入場料 | 配分 | 育成 | 物販 | その他 | 費用  | 人件費 | 試合 | トップ | 育成 | 女子 | 物販 | 販売 | 利益 | 純利益 |
| ---- | ----- | ------ | ------ | ---- | ---- | ---- | ------ | ----- | ------ | ---- | ------ | ---- | ---- | ---- | ---- | ---- | ------ |
| 2016 | 2,285 | 908    | 608    | 211  | 81   | 183  | 294    | 2,428 | 1,187  | 115  | 215    | 64   | 44   | 116  | 687  | -143 | -119   |
| 2017 | 2,709 | 1,183  | 619    | 458  | 76   | 173  | 200    | 2,702 | 1,165  | 163  | 291    | 90   | 95   | 128  | 770  | 7    | 13     |
| 2018 | 2,684 | 1,137  | 608    | 363  | 78   | 219  | 279    | 2,765 | 1,232  | 145  | 252    | 96   | 118  | 146  | 776  | -81  | -73    |
| 2019 | 2,711 | 1,165  | 615    | 360  | 77   | 244  | 250    | 2,956 | 1,296  | 150  | 237    | 83   | 129  | 167  | 894  | -245 | -428   |
| 2020 | 1,997 | 1,015  | 168    | 367  | 60   | 193  | 194    | 2,493 | 1,246  | 75   | 207    | 56   | 90   | 168  | 651  | -496 | -480   |
| 2021 | 2,121 | 1,104  | 268    | 395  | 59   | 46   | 249    | 2,259 | 1,156  | 91   | 262    | 71   | 0    | 35   | 644  | -138 | -140   |
| 2022 | 2,666 | 1,754  | 316    | 303  | 63   | 16   | 214    | 2,054 | 1,062  | 102  | 254    | 258  | 0    | 3    | 438  | 174  | 154    |

出典: 各年度のJクラブ決算一覧。
2016、
2017、
2018、
2019、
2020、
2021、
2022
金額の単位: 百万円

### 資産
| 年度 | 総資産 | 総負債 | 純資産 | 資本金 |
| ---- | ------ | ------ | ------ | ------ |
| 2005 | 977    | 556    | 421    | 2,328  |
| 2006 | 902    | 454    | 447    | 2,328  |
| 2007 | 777    | 323    | 453    | 2,328  |
| 2008 | 873    | 385    | 488    | 453    |
| 2009 | 623    | 232    | 390    | 453    |
| 2010 | 1,152  | 570    | 582    | 453    |
| 2011 | 1,319  | 678    | 640    | 453    |
| 2012 | 1,351  | 678    | 673    | 454    |
| 2013 | 1,208  | 527    | 681    | 454    |
| 2014 | 1,315  | 741    | 574    | 454    |
| 2015 | 1,208  | 599    | 609    | 454    |
| 2016 | 1,336  | 846    | 490    | 454    |
| 2017 | 1,298  | 794    | 504    | 454    |
| 2018 | 1,717  | 1,019  | 698    | 587    |
| 2019 | 1,360  | 1,004  | 356    | 630    |
| 2020 | 1,258  | 1,382  | -124   | 630    |
| 2021 | 1,195  | 1,460  | -265   | 630    |
| 2022 | 1,592  | 1,403  | 189    | 780    |

出典: 各年度のJクラブ決算一覧。
2005、
2006、
2007、
2008、
2009、
2010、
2011、
2012、
2013、
2014、
2015、
2016、
2017、
2018、
2019、
2020、
2021、
2022
金額の単位: 百万円